# Marcador internacional
Marcador Internacional (también conocido como MI por asociación con las siglas) es un programa radiofónico que se emite en Radio Marca a nivel nacional desde Barcelona. Consiste en la retransmisión y el análisis del fútbol internacional; principalmente, de las grandes ligas europeas como la Premier League o la Bundesliga. Contiene además diferentes secciones en las cuales diversos colaboradores informan sobre fútbol de un lugar específico o internacional en general. Actualmente se emite en el horario clásico de los sábados (13:00 a 18:00, compartiendo espacio con Marcador desde las 16:00 por los horarios de la Primera División), en versión tertulia-resumen los lunes bajo el nombre de Planeta MI (15:00 a 16:00, disponible a nivel nacional menos en Barcelona por programación local, donde se emite en diferido a la 01:30 del martes) y en versión especial los jueves de UEFA Europa League (de 19:00 a 23:00).

## Historia
El programa comenzó en 2006 con la llegada de Àxel Torres a Radio Marca recién finalizado el Mundial de Alemania. Surgió como una iniciativa revolucionaria para el tratamiento del fútbol internacional a través de la radio, un modelo que mezclaría análisis de expertos con la narración en directo, imitando a los programas multicancha que se encargan de narrar la Liga Española.

Comenzó con el nombre de Planeta Àxel (nombre que también lleva su blog personal y el programa que presenta en Gol Televisión desde 2009) y con una duración de una hora, pues era una sección dentro de un programa mayor de la cadena. En la temporada 2007–08, la sección se independiza y se crea un programa separado bajo el nombre que desde entonces recibe, Marcador Internacional.

### Ampliación de horario
Con el aumento de la plantilla de colaboradores, el aumento del número de secciones y la aceptación de la audiencia, el programa fue creciendo con diferentes eventos que caracterizan hoy en día el programa, verbi gratia, el concurso del Futbolista Anónimo o el de Apuestas. El proyecto estaba tan consolidado que aumentó su franja horaria, pasando a ocupar 4 horas (14 a 18 horas, actual horario) desde la temporada 2010–11, como anunció Àxel Torres en Marcador el 11 de agosto de de 2010.

### Edición especial deCopa América 2011
El programa aumentó aún más su historia dando íntegramente todos los encuentros de la Copa América 2011 en horario nocturno, con programas que finalizaban sobre las 5 de la madrugada (hora peninsular), algunos incluso hasta pasadas las 6 de la madrugada (récord absoluto para el programa), y que contaban con los analistas habituales del programa junto a Jorge Nazar, periodista chileno, amigo de la casa, quien ya colaboró con la misma en el Mundial 2010.

### Expansión
El 10 de septiembre de 2011, Àxel Torres hizo saber que con la nueva configuración de la parrilla de Radio Marca, el programa se multiplicaba y expandía, naciendo Planeta MI (versión resumen de Marcador Internacional) los lunes de 15:00 a 16:00 (disponible a nivel nacional salvo en Barcelona por programación local). Además, Marcador Internacional tendría 2 ediciones más: una cada domingo (15:00 a 17:00, simultaneado con Marcador) para cubrir el grueso de cada jornada de Serie A, que se reduciría a conexiones puntuales en caso de que hubiese Gran Premio de Fórmula 1 o de Motociclismo y, por ello, Marcador GP; y otra cada jueves de UEFA Europa League, con un livescore que cubra todos los encuentros de cada jornada de 19:00 a 23:00. En la temporada 2012–13, debido a los horarios de la Primera División, se suprimió la edición de domingo.

## Equipo
| Miembros del equipo de MI      | Miembros del equipo de MI                     |
| Cargo                          | Miembro                                       |
| ------------------------------ | --------------------------------------------- |
| Dirección y presentación       | Àxel Torres                                   |
| Coordinación y co-presentación | Raúl Fuentes                                  |
| Subdirección y co-presentación | Toni Padilla (2007–) Sergio Santomé (2010–)   |
| Producción                     | Sergi Hernández                               |
| Producción técnica             | Blai Iniesta Jordi Vinyals Carlos Gil         |
| Lectura Futbolista Anónimo     | Bern Redondo (2008–2012) Raúl Fuentes (2012–) |

## Narradores
| Narradores       | Narradores      |
| ---------------- | --------------- |
| Pablo López      | Alfonso Muerza  |
| Albert Fernández | Javi de la Casa |
| Dani Fernández   | Chus Rodríguez  |
| Gonzalo Quintana | Jaume Naveira   |

## Colaboradores, secciones y sintonías

### Secciones

#### Características
| Colaboradores, secciones y sintonías | Colaboradores, secciones y sintonías     | Colaboradores, secciones y sintonías | Colaboradores, secciones y sintonías                                                       |
| Sección                              | Colaborador/es                           | Temática | Sintonía                                                                                   |
| ------------------------------------ | ---------------------------------------- | --- | ------------------------------------------------------------------------------------------ |
| Amiamo il Calcio                     | Toni Padilla                             | Fútbol italiano | Azzurro, de Adriano Celentano (en italiano)                                                |
| Brit Corner                          | Rodrigo Marciel                          | Fútbol inglés | Come on England, de 4-4-2 (en inglés)                                                      |
| Me Encanta Europa                    | Àxel Torres, Toni Padilla y Raúl Fuentes | Top 5 de lo mejor del fútbol europeo | Coup de Boule, de La Plage (en francés) y Polish Boyfriend, de T.Love (en inglés y polaco) |
| El café con Pablo Fernández Longoria | Pablo Fernández Longoria                 | Fútbol internacional en general | Inevitable, de Shakira                                                                     |
| Presentación de la Bundesliga        | Àxel Torres y Raúl Fuentes               | Presentación de la jornada de Bundesliga en el turno de los sábados a las 15:30 (hora española), con datos sobre los partidos, estadísticas y onces iniciales.     | Wunderbaren Jahren, de Sportfreunde Stiller (en alemán)                                    |
| Presentación de la Premier League    | Àxel Torres y Raúl Fuentes               | Presentación de la jornada de Premier League en el turno de los sábados a las 16:00 (hora española), con datos sobre los partidos, estadísticas y onces iniciales. | Flux, de Bloc Party (en inglés)                                                            |

#### Intro más jiji-jaja
No es como tal una sección, pero se ha ido progresivamente convirtiendo en un espacio habitual al comienzo de los programas. Normalmente, si no hay partido en directo tras la apertura del programa, lo que comenzó siendo una breve presentación de los colaboradores se fue convirtiendo en un rato reducillo de chascarrillos y anécdotas jocosas comprendido entre las 14:07 (hora habitual de inicio del programa tras la introducción musical) y la primera pausa publicitaria, un espacio que suele poner el punto gracioso y divertido en el programa y trae normalmente consigo bastantes comentarios de la audiencia por las vías de contacto habituales del programa: las redes sociales.

### Antiguas secciones
| Colaboradores, secciones y sintonías                                | Colaboradores, secciones y sintonías       | Colaboradores, secciones y sintonías | Colaboradores, secciones y sintonías                      |
| Sección                                                             | Colaborador/es                             | Temática | Sintonía                                                  |
| ------------------------------------------------------------------- | ------------------------------------------ | --- | --------------------------------------------------------- |
| Barrio Latino                                                       | Ariel Judas                                | Fútbol americano, incluyendo un top 5 de lo mejor del fútbol en ese continente                                                                               | Para siempre, de Los Ratones Paranoicos y Andrés Calamaro |
| Frikilandia                                                         | Juan Castro                                | Fútbol internacional en general incluyendo entrevistas con futbolistas de actualidad                                                                         | Dale Boca, de La 12                                       |
| Estadio Santomé                                                     | Sergio Santomé                             | Fútbol internacional en general, junto con noticias llamativas                                                                                               | Estadio Azteca, de Andrés Calamaro                        |
| Acompañamos la Lusofonía                                            | João Vaz                                   | Fútbol de países lusófonos, principalmente Portugal y Brasil                                                                                                 | Um Contra O Outro, de Deolinda (en portugués)             |
| Lo que no sabes de José (Incluido en Acompañamos la Lusofonía)      | João Vaz                                   | Anécdotas sobre José Mourinho, los equipos donde trabajó y sus labores de comentarista en televisión                                                         | Um Contra O Outro, de Deolinda (en portugués)             |
| El Mundo es mi Locura                                               | Àxel Torres y Toni Padilla                 | Fútbol asiático y africano | Variable                                                  |
| Los Imperdibles del Comentarista                                    | Jorge Nazar                                | Repaso de los próximos mejores partidos en el fútbol latinoamericano                                                                                         | La Cábala, de Los Miserables                              |
| Presentación de la Serie A                                          | Àxel Torres y Raúl Fuentes                 | Presentación de la jornada de Serie A en el turno de los domingos a las 15:00 (hora española), con datos sobre los partidos, estadísticas y onces iniciales. | Facci un Gol, de Statuto (en italiano)                    |
| La Danza de la Copa (Provisional durante el mes de julio de 2011)   | Raúl Fuentes                               | Repaso de la actualidad de las selecciones de Copa América 2011 con cortes de audio de los principales personajes                                            | Danza Kuduro, de Don Omar                                 |
| La Lista de la Compra (Provisional durante el mes de julio de 2011) | Raúl Fuentes, Àxel Torres y Sergio Santomé | Repaso a los últimos movimientos del mercado de fichajes veraniego de 2011 que acontecían en paralelo a la Copa América                                      | La Lista de la Compra, de La Cabra Mecánica               |

### Sintonías de Planeta MI
| Otras canciones                 | Otras canciones | Otras canciones                                    |
| Canción                         | Autor           | Momento en el que suena                            |
| ------------------------------- | --------------- | -------------------------------------------------- |
| Lunes (en filipino)             | Join The Club   | Sintonía inicial                                   |
| Henrietta (en inglés)           | The Fratellis   | Sección Premier League                             |
| Ragazzo Fortunato (en italiano) | Jovanotti       | Sección Serie A                                    |
| Can you feel it (en inglés)     | One Night Only  | Sintonía de la sección del resto de ligas europeas |

### Otras canciones
| Otras canciones                           | Otras canciones              | Otras canciones                                                                                  |
| Canción                                   | Autor                        | Momento en el que suena                                                                          |
| ----------------------------------------- | ---------------------------- | ------------------------------------------------------------------------------------------------ |
| 54, 74, 90, 2006 (en alemán)              | Sportfreunde Stiller         | Sintonía del inicio del programa                                                                 |
| Un día en las carreras                    | Los Planetas                 | Canción utilizada para presentar al equipo después del inicio                                    |
| Ses estrelles del cel (en catalán)        | Antònia Font                 | Cierre del programa                                                                              |
| Girls in their summer clothes (en inglés) | Bruce Springsteen            | Canción de las cartas del Futbolista Anónimo                                                     |
| La Cuadratura del Círculo                 | Vetusta Morla                | Sintonía del inicio del programa durante la Copa América 2011                                    |
| Creo en América (en español y portugués)  | Diego Torres e Ivete Sangalo | Himno oficial de la Copa América 2011 utilizado en la apertura de los especiales de dicho torneo |
| Flaca                                     | Andrés Calamaro              | Sintonía del análisis de los partidos de la Copa América 2011                                    |

## Concursos

### Concurso de apuestas
Gracias al patrocinio de casas de apuestas, todos los colaboradores del programa luchan entre ellos en un concurso de apuestas con una apuesta semanal en el fútbol internacional.
| Resultados        | Resultados  | Resultados     | Resultados |
| Temporada         | € de inicio | Ganador        | Notas |
| ----------------- | ----------- | -------------- | --- |
| 2007–08           | 100€        | Toni Padilla   | Victoria con cierta facilidad de Toni con Àxel Torres último clasificado.                                                  |
| 2008–09           | 100€        | Toni Padilla   | Gracias a un Ascoli–Livorno en el último programa tras ciertas irregularidades en enero de Àxel Torres y su "recuperación" |
| 2009–10           | 200€        | Àxel Torres    | Liderato con diferencia abultada desde el comienzo                                                                         |
| 2010–11           | 200€        | Toni Padilla   | Tête a tête entre Raúl Fuentes y Toni Padilla exclusivamente                                                               |
| Copa América 2011 | 100€        | Sergio Santomé | Edición especial del concurso por motivo de la Copa América 2011                                                           |

### Futbolista anónimo
Es un concurso creado por los directivos del programa en el cual se lee una carta de un jugador de fútbol que no dice su nombre pero sí se describe. A partir de la escucha de la carta, los oyentes se ponen en contacto con el programa; primero vía SMS y todo tipo de oyente, posteriormente vía e-mail por parte de los oyentes inscritos, intentando adivinarlo. Los oyentes, sin embargo, solo pueden enviar una respuesta en las tres franjas horarias, cuyo valor en puntos es diferente según que hora de 15 a 18.

#### Sistema de puntuación
| Temporada  | Primero en acertar | Segundo en acertar | 15:00 → 16:00   | 16:00 → 17:00   | 17:00 → 18:00   |
| ---------- | ------------------ | ------------------ | --------------- | --------------- | --------------- |
| 2008–09    | Indistintamente    | Indistintamente    | Indistintamente | Indistintamente | Indistintamente |
| 2009–10    | –                  | –                  | +3              | +2              | +1              |
| Desde 2010 | +5                 | +4                 | +3              | +2              | +1              |

#### Sistema de inscripción
Para inscribirse en el concurso del Futbolista Anónimo, novedad incluida en la temporada 2009–10, había que enviar un correo electrónico al programa con un mote asignado. Este mote servía de referencia en las clasificaciones del concurso colgadas en el blog oficial del mismo, ya extinto, y se podía hacer en cualquier momento de la temporada. Desde la fusión con Ecos del Balón en la quinta temporada del concurso, varió. Se mantiene la política del mote asignado y la posibilidad de inscribirse cuando se desee, pero desde entonces se realiza desde la nueva web oficial del concurso (sección 'Registro'). La creación de la Liga de Velocidad en la temporada 2011–12 hace que exista la posibilidad límite de que un concursante inscrito en la última jornada de la Liga Regular pueda tener acceso a las rondas finales de Copa del Futbolista Anónimo si obtiene al menos una vez 5 puntos (llamados "oros" desde septiembre de 2012), aunque sea en el mes de abril.

#### Sistema de competición
Se distinguen dos competiciones dentro del concurso del Futbolista Anónimo, a saber:
- Liga Regular: cuyo formato actual, impuesto en la temporada 2011–12, consiste en una competición entre todos los participantes acumulando puntos en función de cuándo envían estos la respuesta correcta. El top-7 de la clasificación liguera accederá a la Copa. El octavo participante de la misma se determinará mediante una eliminatoria entre jugadores que hayan sido capaces de acertar durante la Liga el futbolista Anónimo en primer lugar, es decir, jugadores que hayan sumado al menos una vez en todo el año 5 puntos. Ésta es la llamada "Liga de Velocidad" (una especie de tabla de promedios que no es una competición como tal), donde se cuenta el número de veces que un concursante consigue 5 puntos (y 4, para desempatar). Con esta inclusión, se premia, además de la regularidad a lo largo de la temporada, la velocidad que se tiene al averiguar pronto (y acertando) los Futbolistas Anónimos. Al final de la Liga Regular se descontarán de esta eliminatoria a los jugadores del top-7 que hayan conseguido alguna vez 5 puntos (porque su clasificación ya es directa por la liga regular) y a aquellos que no puedan participar. La "Liga de Velocidad" no hace más que indicar cuántas veces ha sumado cada concursante 5 puntos (columna V5) y cuántas 4 (columna V4). Recibe este nombre porque conseguir 5 y 4 puntos requiere ser el más veloz de los concursantes (o el segundo más veloz) a la hora de acertar el futbolista Anónimo. Quien al menos aparezca con "1" en la columna V5 tiene automáticamente asegurada su participación a la Ronda Previa de la Copa del Futbolista Anónimo, ronda de la que quedarán exentos los que hayan finalizado en el top-7 de la Liga regular ya que acceden de forma directa por esa vía a los Cuartos de Final (quienes, por ello, pese a haber acertado alguna vez obteniendo 5 puntos, no aparecen en azul en la tabla).

- Copa del Futbolista Anónimo: inspirada en el formato inicial del concurso, es un trofeo aparte de la Liga Regular. Desde la temporada 2011–12 incluye una Fase Previa de varias rondas (en función de los participantes) debido a la "Liga de Velocidad", cuyo formato se decide cada año a finales del mes de abril, y cuyos participantes son jugadores que han acabado la Liga Regular por debajo de la octava posición pero al menos un sábado consiguieron 5 puntos. En función de la cantidad de concursantes hay una única ronda o varias. De esa Ronda Previa sale el octavo participante de la Copa, cuyo formato es de eliminatoria directa condicionada por la posición de los jugadores en la Liga Regular (Campeón contra Ganador de la Fase Previa (de su última Ronda Previa), 2º contra 7º, 3º contra 6º y 4º contra 5º).

#### Ediciones

##### Primera edición 2008–09
| - Brais Márquez - Luis Rodríguez del Teso - Patxi Caballero - Eduardo Benito | - Asier Ruiz-Adame - Enrique Alonso - Borja Pardo - Nacho Tomé |  |

| Futbolista Anónimo 2008–09      |
| Campeón de Play-off Borja Pardo |
| Primer título                   |

##### Segunda edición 2009–10

###### Liga regular
| Top 10 de la Liga Regular | Top 10 de la Liga Regular         | Top 10 de la Liga Regular | Top 10 de la Liga Regular     |
| Pos                       | Oyente                            | Pts                       | Clasificación                 |
| ------------------------- | --------------------------------- | ------------------------- | ----------------------------- |
| 1                         | Carlos Mateos                     | 93                        | Clasificados para el play-off |
| 2                         | Asier Ruiz-Adame (Asier SAG)      | 91                        | Clasificados para el play-off |
| 3                         | Brais Márquez                     | 90                        |                               |
| 4                         | Borja Pardo                       | 79                        | Clasificados para el play-off |
| 5                         | Olmillos                          | 77                        | Clasificados para el play-off |
| 6                         | Ismael Vega (Malini)              | 77                        | Clasificados para el play-off |
| 7                         | Andrés Marchante (Liam Gallagher) | 75                        | Clasificados para el play-off |
| 8                         | Alberto Agüero (Brian Clough)     | 71                        | Clasificados para el play-off |
| 9                         | Patxi Caballero                   | 64                        |                               |
| 10                        | Juan José González (Djalminha)    | 53                        | Clasificados para el play-off |

| Futbolista Anónimo 2009–10    |
| Campeón de Liga Carlos Mateos |
| 93 puntos                     |
| Primer título                 |

###### Play-off final
| Play-off final | Play-off final                | Play-off final |
| Pos            | Oyente                        | Pts            |
| -------------- | ----------------------------- | -------------- |
| 1              | Asier Ruiz-Adame (Asier SAG)  | 13             |
| 2              | Ismael Vega (Malini)          | 12             |
| 3              | Alberto Agüero (Brian Clough) | 10             |
| 4              | Olmillos                      | 9              |

| Futbolista Anónimo 2009–10           |
| Campeón de Play-off Asier Ruiz-Adame |
| Primer título                        |

##### Tercera edición 2010–11

###### Liga regular
| Top 10 de la Liga Regular | Top 10 de la Liga Regular          | Top 10 de la Liga Regular | Top 10 de la Liga Regular                        |
| Pos                       | Oyente                             | Pts                       | Clasificación                                    |
| ------------------------- | ---------------------------------- | ------------------------- | ------------------------------------------------ |
| 1                         | Asier Ruiz-Adame (Asier SAG)       | 103                       | Clasificados para la Copa del Futbolista Anónimo |
| 2                         | Tomàs Martínez Pés                 | 91                        | Clasificados para la Copa del Futbolista Anónimo |
| 3                         | Erramun Sebal                      | 89                        | Clasificados para la Copa del Futbolista Anónimo |
| 4                         | Carlos Mateos                      | 87                        | Clasificados para la Copa del Futbolista Anónimo |
| 5                         | Olmillos                           | 83                        | Clasificados para la Copa del Futbolista Anónimo |
| 6                         | Juanma Perera (Seedorffan Canario) | 82                        | Clasificados para la Copa del Futbolista Anónimo |
| 7                         | Alberto Barreiro (Cupset)          | 80                        | Clasificados para la Copa del Futbolista Anónimo |
| 8                         | Ismael Vega (Malini)               | 77                        | Clasificados para la Copa del Futbolista Anónimo |
| 9                         | Sergio González (Sergio GCD)       | 75                        |                                                  |
| 10                        | Santi Díaz                         | 71                        |                                                  |

| Futbolista Anónimo 2010–11       |
| Campeón de Liga Asier Ruiz-Adame |
| 103 puntos                       |
| Primer título                    |

###### Copa del Futbolista Anónimo 2010–11
|  | Cuartos de Final (21 de Mayo, 15:10–17:45) | Cuartos de Final (21 de Mayo, 15:10–17:45) | Cuartos de Final (21 de Mayo, 15:10–17:45) |                                    |    | Semifinales (22 de Mayo, 16:10–17:35) | Semifinales (22 de Mayo, 16:10–17:35) | Semifinales (22 de Mayo, 16:10–17:35) |  |    | Final (22 de Mayo, 17:50–18:30) | Final (22 de Mayo, 17:50–18:30) | Final (22 de Mayo, 17:50–18:30) |  |
|  |                                            |                                            |                                            |                                    |    |                                       |                                       |                                       |  |    |                                 |                                 |                                 |  |
|  |                                            |                                            |                                            |                                    |    |                                       |                                       |                                       |  |    |                                 |                                 |                                 |  |
|  | 1º                                         | Asier Ruiz-Adame (Asier SAG)               | 5                                          |                                    |    |                                       |                                       |                                       |  |    |                                 |                                 |                                 |  |
|  | 1º                                         | Asier Ruiz-Adame (Asier SAG)               | 5                                          |                                    |    |                                       |                                       |                                       |  |    |                                 |                                 |                                 |  |
|  | 8º                                         | Ismael Vega (Malini)                       | 2                                          |                                    |    |                                       |                                       |                                       |  |    |                                 |                                 |                                 |  |
|  | 8º                                         | Ismael Vega (Malini)                       | 2                                          |                                    | 1º | Asier Ruiz-Adame (Asier SAG)          | 6                                     |                                       |  |    |                                 |                                 |                                 |  |
|  |                                            |                                            |                                            |                                    | 1º | Asier Ruiz-Adame (Asier SAG)          | 6                                     |                                       |  |    |                                 |                                 |                                 |  |
|  |                                            |                                            | 4º                                         | Carlos Mateos                      | 2  |                                       |                                       |                                       |  |    |                                 |                                 |                                 |  |
|  | 4º                                         | Carlos Mateos                              | 4º                                         | Carlos Mateos                      | 2  | 5                                     |                                       |                                       |  |    |                                 |                                 |                                 |  |
|  | 4º                                         | Carlos Mateos                              |                                            |                                    |    |                                       |                                       |                                       |  |    |                                 |                                 |                                 |  |
|  | 5º                                         | Olmillos                                   | 4                                          |                                    |    |                                       |                                       |                                       |  |    |                                 |                                 |                                 |  |
|  | 5º                                         | Olmillos                                   | 4                                          |                                    |    |                                       |                                       |                                       |  | 1º | Asier Ruiz-Adame (Asier SAG)    | 5                               |                                 |  |
|  |                                            |                                            |                                            |                                    |    |                                       |                                       |                                       |  | 1º | Asier Ruiz-Adame (Asier SAG)    | 5                               |                                 |  |
|  |                                            |                                            | 7º                                         | Alberto Barreiro (Cupset)          | 4  |                                       |                                       |                                       |  |    |                                 |                                 |                                 |  |
|  | 2º                                         | Tomàs Martínez Pes                         | 7º                                         | Alberto Barreiro (Cupset)          | 4  | 3                                     |                                       |                                       |  |    |                                 |                                 |                                 |  |
|  | 2º                                         | Tomàs Martínez Pes                         |                                            |                                    |    |                                       |                                       |                                       |  |    |                                 |                                 |                                 |  |
|  | 7º                                         | Alberto Barreiro (Cupset)                  | 5                                          |                                    |    |                                       |                                       |                                       |  |    |                                 |                                 |                                 |  |
|  | 7º                                         | Alberto Barreiro (Cupset)                  | 5                                          |                                    | 7º | Alberto Barreiro (Cupset)             | 4                                     |                                       |  |    |                                 |                                 |                                 |  |
|  |                                            |                                            |                                            |                                    | 7º | Alberto Barreiro (Cupset)             | 4                                     |                                       |  |    |                                 |                                 |                                 |  |
|  |                                            |                                            | 6º                                         | Juanma Perera (Seedorffan Canario) | 1  |                                       |                                       |                                       |  |    |                                 |                                 |                                 |  |
|  | 3º                                         | Erramun Sebal                              | 6º                                         | Juanma Perera (Seedorffan Canario) | 1  | 2                                     |                                       |                                       |  |    |                                 |                                 |                                 |  |
|  | 3º                                         | Erramun Sebal                              |                                            |                                    |    |                                       |                                       |                                       |  |    |                                 |                                 |                                 |  |
|  | 6º                                         | Juanma Perera (Seedorffan Canario)         | 4                                          |                                    |    |                                       |                                       |                                       |  |    |                                 |                                 |                                 |  |
|  | 6º                                         | Juanma Perera (Seedorffan Canario)         | 4                                          |                                    |    |                                       |                                       |                                       |  |    |                                 |                                 |                                 |  |
|  |                                            |                                            |                                            |                                    |    |                                       |                                       |                                       |  |    |                                 |                                 |                                 |  |

| Futbolista Anónimo 2010–11       |
| Campeón de Copa Asier Ruiz-Adame |
| Segundo título                   |

##### Cuarta edición 2011–12

###### Liga regular
| Top 10 de la Liga Regular | Top 10 de la Liga Regular      | Top 10 de la Liga Regular | Top 10 de la Liga Regular                        |
| Pos                       | Oyente                         | Pts                       | Clasificación                                    |
| ------------------------- | ------------------------------ | ------------------------- | ------------------------------------------------ |
| 1                         | Sergio González (Sergio GCD)   | 97                        | Clasificados para la Copa del Futbolista Anónimo |
| 2                         | Tomàs Martínez Pés             | 97                        | Clasificados para la Copa del Futbolista Anónimo |
| 3                         | Asier Ruiz-Adame (Asier SAG)   | 90                        | Clasificados para la Copa del Futbolista Anónimo |
| 4                         | Carlos Mateos                  | 85                        | Clasificados para la Copa del Futbolista Anónimo |
| 5                         | Alberto Barreiro (Cupset)      | 83                        | Clasificados para la Copa del Futbolista Anónimo |
| 6                         | José Manuel Mariscal (Shema)   | 72                        | Clasificados para la Copa del Futbolista Anónimo |
| 7                         | Sergio Sanjuán                 | 68                        | Clasificados para la Copa del Futbolista Anónimo |
| 8                         | Juanma Perera (Juanma Seedorf) | 66                        |                                                  |
| 9                         | Erramun Sebal                  | 66                        |                                                  |
| 10                        | Laesmigración                  | 65                        |                                                  |

| Liga de Velocidad | Liga de Velocidad | Liga de Velocidad                | Liga de Velocidad | Liga de Velocidad | Liga de Velocidad             | Liga de Velocidad |
| Pos.              | Liga              | Oyente                           | V5                | V4                | Clasificación                 |                   |
| ----------------- | ----------------- | -------------------------------- | ----------------- | ----------------- | ----------------------------- | ----------------- |
| 1                 | 5º                | Alberto Barreiro (Cupset)        | 5                 | 5                 |                               |                   |
| 2                 | 1º                | Sergio González (Sergio GCD)     | 5                 | 4                 |                               |                   |
| 3                 | 2º                | Tomàs Martínez Pés               | 5                 | 2                 |                               |                   |
| 4                 | 11º               | David Fernández (DavidFer_)      | 3                 | 1                 | Fase Previa de la Copa del FA |                   |
| 5                 | 3º                | Asier Ruiz-Adame (Asier SAG)     | 2                 | 2                 |                               |                   |
| 6                 | 12º               | Daniel de la Cuesta              | 1                 | 4                 | Fase Previa de la Copa del FA |                   |
| 7                 | 7º                | Sergio Sanjuán                   | 1                 | 3                 |                               |                   |
| 8                 | 4º                | Carlos Mateos                    | 1                 | 1                 |                               |                   |
| 8                 | 15º               | Juan José González (Djalminha)   | 1                 | 1                 | Fase Previa de la Copa del FA |                   |
| 8                 | 24º               | Carlos Molina (Hetfield)         | 1                 | 1                 | Fase Previa de la Copa del FA |                   |
| 11                | 20º               | Radosamantis                     | 1                 | 0                 | Retirado de la Fase Previa    |                   |
| 11                | 39º               | Sergio Martín (Teddy Sheringham) | 1                 | 0                 | Fase Previa de la Copa del FA |                   |
| 11                | 43º               | Joseph Gordon Levit              | 1                 | 0                 | Retirado de la Fase Previa    |                   |
| 11                | 13º               | Jesús Zamora                     | 1                 | 0                 | Fase Previa de la Copa del FA |                   |
| 11                | 40º               | Rubén Fernández (RubénFer)       | 1                 | 0                 | Retirado de la Fase Previa    |                   |
| 11                | 56º               | José Luis Cerro (Er Trivi)       | 1                 | 0                 | Fase Previa de la Copa del FA |                   |
| 17                | 6º                | Shema                            | 0                 | 2                 |                               |                   |
| 18                | 60º               | Roberto Rodríguez (Roberlusconi) | 0                 | 1                 |                               |                   |
| 18                | 27º               | Football 01                      | 0                 | 1                 |                               |                   |
| 18                | 33º               | Manuel Álvarez (loru91)          | 0                 | 1                 |                               |                   |
| 18                | 50º               | Borja Hergón                     | 0                 | 1                 |                               |                   |
| 18                | 10º               | Laesmigración                    | 0                 | 1                 |                               |                   |

| Top 10 de la Liga Regular | Top 10 de la Liga Regular      | Top 10 de la Liga Regular | Top 10 de la Liga Regular                        |
| Pos                       | Oyente                         | Pts                       | Clasificación                                    |
| ------------------------- | ------------------------------ | ------------------------- | ------------------------------------------------ |
| 1                         | Sergio González (Sergio GCD)   | 97                        | Clasificados para la Copa del Futbolista Anónimo |
| 2                         | Tomàs Martínez Pés             | 97                        | Clasificados para la Copa del Futbolista Anónimo |
| 3                         | Asier Ruiz-Adame (Asier SAG)   | 90                        | Clasificados para la Copa del Futbolista Anónimo |
| 4                         | Carlos Mateos                  | 85                        | Clasificados para la Copa del Futbolista Anónimo |
| 5                         | Alberto Barreiro (Cupset)      | 83                        | Clasificados para la Copa del Futbolista Anónimo |
| 6                         | José Manuel Mariscal (Shema)   | 72                        | Clasificados para la Copa del Futbolista Anónimo |
| 7                         | Sergio Sanjuán                 | 68                        | Clasificados para la Copa del Futbolista Anónimo |
| 8                         | Juanma Perera (Juanma Seedorf) | 66                        |                                                  |
| 9                         | Erramun Sebal                  | 66                        |                                                  |
| 10                        | Laesmigración                  | 65                        |                                                  |

| Liga de Velocidad | Liga de Velocidad | Liga de Velocidad                | Liga de Velocidad | Liga de Velocidad | Liga de Velocidad             | Liga de Velocidad |
| Pos.              | Liga              | Oyente                           | V5                | V4                | Clasificación                 |                   |
| ----------------- | ----------------- | -------------------------------- | ----------------- | ----------------- | ----------------------------- | ----------------- |
| 1                 | 5º                | Alberto Barreiro (Cupset)        | 5                 | 5                 |                               |                   |
| 2                 | 1º                | Sergio González (Sergio GCD)     | 5                 | 4                 |                               |                   |
| 3                 | 2º                | Tomàs Martínez Pés               | 5                 | 2                 |                               |                   |
| 4                 | 11º               | David Fernández (DavidFer_)      | 3                 | 1                 | Fase Previa de la Copa del FA |                   |
| 5                 | 3º                | Asier Ruiz-Adame (Asier SAG)     | 2                 | 2                 |                               |                   |
| 6                 | 12º               | Daniel de la Cuesta              | 1                 | 4                 | Fase Previa de la Copa del FA |                   |
| 7                 | 7º                | Sergio Sanjuán                   | 1                 | 3                 |                               |                   |
| 8                 | 4º                | Carlos Mateos                    | 1                 | 1                 |                               |                   |
| 8                 | 15º               | Juan José González (Djalminha)   | 1                 | 1                 | Fase Previa de la Copa del FA |                   |
| 8                 | 24º               | Carlos Molina (Hetfield)         | 1                 | 1                 | Fase Previa de la Copa del FA |                   |
| 11                | 20º               | Radosamantis                     | 1                 | 0                 | Retirado de la Fase Previa    |                   |
| 11                | 39º               | Sergio Martín (Teddy Sheringham) | 1                 | 0                 | Fase Previa de la Copa del FA |                   |
| 11                | 43º               | Joseph Gordon Levit              | 1                 | 0                 | Retirado de la Fase Previa    |                   |
| 11                | 13º               | Jesús Zamora                     | 1                 | 0                 | Fase Previa de la Copa del FA |                   |
| 11                | 40º               | Rubén Fernández (RubénFer)       | 1                 | 0                 | Retirado de la Fase Previa    |                   |
| 11                | 56º               | José Luis Cerro (Er Trivi)       | 1                 | 0                 | Fase Previa de la Copa del FA |                   |
| 17                | 6º                | Shema                            | 0                 | 2                 |                               |                   |
| 18                | 60º               | Roberto Rodríguez (Roberlusconi) | 0                 | 1                 |                               |                   |
| 18                | 27º               | Football 01                      | 0                 | 1                 |                               |                   |
| 18                | 33º               | Manuel Álvarez (loru91)          | 0                 | 1                 |                               |                   |
| 18                | 50º               | Borja Hergón                     | 0                 | 1                 |                               |                   |
| 18                | 10º               | Laesmigración                    | 0                 | 1                 |                               |                   |

| Futbolista Anónimo 2011–12      |
| Campeón de Liga Sergio González |
| 97 puntos                       |
| Primer título                   |

###### Copa del Futbolista Anónimo 2011–12
Fase Previa

| Grupo A | Grupo A | Grupo A                        | Grupo A | Grupo A                                  |
| Pos     | Liga    | Oyente                         | Pts     | Clasificación                            |
| ------- | ------- | ------------------------------ | ------- | ---------------------------------------- |
| 1       | 13º     | Jesús Zamora                   | 13      | Clasificado para la Segunda Ronda Previa |
| 2       | 11º     | David Fernández (DavidFer_)    | 8       | Clasificado para la Segunda Ronda Previa |
| 3       | 12º     | Daniel de la Cuesta            | 7       | Repescado                                |
| 4       | 15º     | Juan José González (Djalminha) | 3       |                                          |
| 5       | 56º     | José Luis Cerro (Er Trivi)     | 0       |                                          |

| Grupo B | Grupo B | Grupo B                          | Grupo B | Grupo B                          |
| Pos     | Liga    | Oyente                           | Pts     | Clasificación                    |
| ------- | ------- | -------------------------------- | ------- | -------------------------------- |
| 1       | 39º     | Sergio Martín (Teddy Sheringham) | 8       | Retirado                         |
| 2       | 12º     | Daniel de la Cuesta              | 5       | Clasificado Segunda Ronda Previa |
| 3       | 24º     | Carlos Molina (Hetfield)         | 3       |                                  |

| Grupo A | Grupo A | Grupo A                        | Grupo A | Grupo A                                  |
| Pos     | Liga    | Oyente                         | Pts     | Clasificación                            |
| ------- | ------- | ------------------------------ | ------- | ---------------------------------------- |
| 1       | 13º     | Jesús Zamora                   | 13      | Clasificado para la Segunda Ronda Previa |
| 2       | 11º     | David Fernández (DavidFer_)    | 8       | Clasificado para la Segunda Ronda Previa |
| 3       | 12º     | Daniel de la Cuesta            | 7       | Repescado                                |
| 4       | 15º     | Juan José González (Djalminha) | 3       |                                          |
| 5       | 56º     | José Luis Cerro (Er Trivi)     | 0       |                                          |

| Grupo B | Grupo B | Grupo B                          | Grupo B | Grupo B                          |
| Pos     | Liga    | Oyente                           | Pts     | Clasificación                    |
| ------- | ------- | -------------------------------- | ------- | -------------------------------- |
| 1       | 39º     | Sergio Martín (Teddy Sheringham) | 8       | Retirado                         |
| 2       | 12º     | Daniel de la Cuesta              | 5       | Clasificado Segunda Ronda Previa |
| 3       | 24º     | Carlos Molina (Hetfield)         | 3       |                                  |

| Grupo Final de la Previa | Grupo Final de la Previa | Grupo Final de la Previa    | Grupo Final de la Previa | Grupo Final de la Previa                        |
| Pos                      | Liga                     | Oyente                      | Pts                      | Clasificación                                   |
| ------------------------ | ------------------------ | --------------------------- | ------------------------ | ----------------------------------------------- |
| 1                        | 13º                      | Jesús Zamora                | 8                        | Clasificado para la Copa del Futbolista Anónimo |
| 2                        | 12º                      | Daniel de la Cuesta         | 5                        |                                                 |
| 3                        | 11º                      | David Fernández (DavidFer_) | 1                        |                                                 |

Copa
|  | Cuartos de Final (26 de Mayo; 14:30–17:00) | Cuartos de Final (26 de Mayo; 14:30–17:00) | Cuartos de Final (26 de Mayo; 14:30–17:00) |                                |    | Semifinales (2 de Junio; 15:20–17:20) | Semifinales (2 de Junio; 15:20–17:20) | Semifinales (2 de Junio; 15:20–17:20) |  |    | Final (2 de Junio; 17:20–17:50) | Final (2 de Junio; 17:20–17:50) | Final (2 de Junio; 17:20–17:50) |  |
|  |                                            |                                            |                                            |                                |    |                                       |                                       |                                       |  |    |                                 |                                 |                                 |  |
|  |                                            |                                            |                                            |                                |    |                                       |                                       |                                       |  |    |                                 |                                 |                                 |  |
|  | 1º                                         | Sergio González (Sergio GCD)               | 1                                          |                                |    |                                       |                                       |                                       |  |    |                                 |                                 |                                 |  |
|  | 1º                                         | Sergio González (Sergio GCD)               | 1                                          |                                |    |                                       |                                       |                                       |  |    |                                 |                                 |                                 |  |
|  | RP                                         | Jesús Zamora                               | 6                                          |                                |    |                                       |                                       |                                       |  |    |                                 |                                 |                                 |  |
|  | RP                                         | Jesús Zamora                               | 6                                          |                                | RP | Jesús Zamora                          | 6                                     |                                       |  |    |                                 |                                 |                                 |  |
|  |                                            |                                            |                                            |                                | RP | Jesús Zamora                          | 6                                     |                                       |  |    |                                 |                                 |                                 |  |
|  |                                            |                                            | 5º                                         | Alberto Barreiro (Cupset)      | 2  |                                       |                                       |                                       |  |    |                                 |                                 |                                 |  |
|  | 4º                                         | Carlos Mateos                              | 5º                                         | Alberto Barreiro (Cupset)      | 2  | 2                                     |                                       |                                       |  |    |                                 |                                 |                                 |  |
|  | 4º                                         | Carlos Mateos                              |                                            |                                |    |                                       |                                       |                                       |  |    |                                 |                                 |                                 |  |
|  | 5º                                         | Alberto Barreiro (Cupset)                  | 5                                          |                                |    |                                       |                                       |                                       |  |    |                                 |                                 |                                 |  |
|  | 5º                                         | Alberto Barreiro (Cupset)                  | 5                                          |                                |    |                                       |                                       |                                       |  | RP | Jesús Zamora                    | 4                               |                                 |  |
|  |                                            |                                            |                                            |                                |    |                                       |                                       |                                       |  | RP | Jesús Zamora                    | 4                               |                                 |  |
|  |                                            |                                            | 3º                                         | Asier Ruiz-Adame (Asier SAG)VC | 1  |                                       |                                       |                                       |  |    |                                 |                                 |                                 |  |
|  | 2º                                         | Tomàs Martínez Pes                         | 3º                                         | Asier Ruiz-Adame (Asier SAG)VC | 1  | 2                                     |                                       |                                       |  |    |                                 |                                 |                                 |  |
|  | 2º                                         | Tomàs Martínez Pes                         |                                            |                                |    |                                       |                                       |                                       |  |    |                                 |                                 |                                 |  |
|  | 7º                                         | Sergio Sanjuán                             | 0                                          |                                |    |                                       |                                       |                                       |  |    |                                 |                                 |                                 |  |
|  | 7º                                         | Sergio Sanjuán                             | 0                                          |                                | 2º | Tomàs Martínez Pés                    | 0                                     |                                       |  |    |                                 |                                 |                                 |  |
|  |                                            |                                            |                                            |                                | 2º | Tomàs Martínez Pés                    | 0                                     |                                       |  |    |                                 |                                 |                                 |  |
|  |                                            |                                            | 3º                                         | Asier Ruiz-Adame (Asier SAG)VC | 2  |                                       |                                       |                                       |  |    |                                 |                                 |                                 |  |
|  | 3º                                         | Asier Ruiz-Adame (Asier SAG)VC             | 3º                                         | Asier Ruiz-Adame (Asier SAG)VC | 2  | 2                                     |                                       |                                       |  |    |                                 |                                 |                                 |  |
|  | 3º                                         | Asier Ruiz-Adame (Asier SAG)VC             |                                            |                                |    |                                       |                                       |                                       |  |    |                                 |                                 |                                 |  |
|  | 6º                                         | José Manuel Mariscal (Shema)               | 0                                          |                                |    |                                       |                                       |                                       |  |    |                                 |                                 |                                 |  |
|  | 6º                                         | José Manuel Mariscal (Shema)               | 0                                          |                                |    |                                       |                                       |                                       |  |    |                                 |                                 |                                 |  |
|  |                                            |                                            |                                            |                                |    |                                       |                                       |                                       |  |    |                                 |                                 |                                 |  |

| Futbolista Anónimo 2011–12   |
| Campeón de Copa Jesús Zamora |
| Primer título                |

##### Quinta edición 2012–13
La quinta temporada del concurso no tuvo ninguna variación en lo que al sistema de competición se refiere. Sin embargo, se varió el sistema de inscripción debido a la fusión con Ecos del Balón, quien aporta la nueva web oficial y permite a cada usuario conocer en directo las actualizaciones de la clasificación de la Liga Regular, su registro a lo largo de la temporada y conocer si ha acertado o no el futbolista en directo, sin necesidad de enviar e-mails como durante los 4 años anteriores.
| Top 10 de la Liga Regular | Top 10 de la Liga Regular    | Top 10 de la Liga Regular | Top 10 de la Liga Regular                        |
| Pos                       | Oyente                       | Pts                       | Clasificación                                    |
| ------------------------- | ---------------------------- | ------------------------- | ------------------------------------------------ |
| 1                         | Tomàs Martínez Pés           | 83                        | Clasificados para la Copa del Futbolista Anónimo |
| 2                         | Javier Martínez (wikipeix)   | 76                        | Clasificados para la Copa del Futbolista Anónimo |
| 3                         | Asier Ruiz-Adame (Asier SAG) | 74                        | Clasificados para la Copa del Futbolista Anónimo |
| 4                         | Carlos Mateos                | 73                        | Clasificados para la Copa del Futbolista Anónimo |
| 5                         | José Manuel Mariscal (Shema) | 67                        | Clasificados para la Copa del Futbolista Anónimo |
| 6                         | Juanma Perera (Seedorf)      | 61                        | Clasificados para la Copa del Futbolista Anónimo |
| 7                         | Daniel de la Cuesta          | 60                        | Clasificados para la Copa del Futbolista Anónimo |
| 8                         | Penkorro                     | 55                        |                                                  |
| 9                         | Javier (Laesmigración)       | 55                        |                                                  |
| 10                        | Erramun Sebal                | 54                        |                                                  |

| Liga de Velocidad                    | Liga de Velocidad | Liga de Velocidad                  | Liga de Velocidad | Liga de Velocidad | Liga de Velocidad             | Liga de Velocidad |
| ------------------------------------ | ----------------- | ---------------------------------- | ----------------- | ----------------- | ----------------------------- | ----------------- |
| Actualizado al 10 de octubre de 2012 |                   |                                    |                   |                   |                               |                   |
| Pos                                  | Liga              | Oyente                             | Oros              | V4                | Clasificación                 |                   |
| 1                                    | 8º                | Dani de la Cuesta (danidelacuesta) | 1                 | 1                 | Fase Previa de la Copa del FA |                   |
| 2                                    | 1º                | Tomàs Martínez Pés                 | 1                 | 0                 |                               |                   |
| 2                                    | 7º                | Miguel Ángel Ríos (MiguelRivers96) | 1                 | 0                 |                               |                   |
| 2                                    | 13º               | Antonio Gil (AntonioGil7)          | 1                 | 0                 | Fase Previa de la Copa del FA |                   |
| 5                                    | 66º               | Sergio Martín (Teddy Sheringham)   | 0                 | 1                 |                               |                   |
| 5                                    | 3º                | ARLEKHIN                           | 0                 | 1                 |                               |                   |
| 5                                    | 15º               | laesmigración                      | 0                 | 1                 |                               |                   |

| Futbolista Anónimo 2012-13         |
| Campeón de Liga Tomàs Martínez Pés |
| 83 puntos                          |
| Primer título                      |

La Copa del FA se disputó, como siempre, durante el mes de mayo. Llegaron a la fase final los siete primeros al finalizar la Liga, clasificados por puesto, más un octavo jugador que se decidió tras las fases previas y donde participaron todos los que habían logrado, en al menos una ocasión, los cinco puntos en alguna de las jornadas de la liga regular. Se determinaron por sorteo cuatro grupos de tres jugadores cada uno. De cada grupo, solo uno seguiría adelante para participar en las semifinales:
Grupo 1: Amparo, Antonio Gil, y "Khal". Victoria de Amparo.
Grupo 2: David Soria, Miguel Ángel Ríos, y "Great". Victoria de David Soria.
Grupo 3: "Shelby Durden", "JaviEsma", y Alberto Barreiro (Cupset). Victoria de Javi Esma
Grupo 4: "Penkorro", "Javi Blackeck" y "Laesmigración". Victoria de Penkorro.
Semifinales
Amparo vs. David Soria, con victoria para Amparo.
JaviEsma vs. Penkorro, con victoria para Javi Esma.
En la final se enfrentaron Amparo y Javi, con victoria para Amparo, que fue finalmente la octava participante en la final de la Copa.
En los cruces de cuartos de final, por primera vez en la historia, se jugó a una única carta por duelo, quedando así emparejados los participantes:
Tomás Martinez-Pes vs. Amparo, victoria de Tomàs Martínez.
Javier Martínez vs. Dani de la Cuesta, victoria de Daniel de la Cuesta.
Asier Ruiz-Adame vs. Juanma Perera, victoria de Juanma Perera.
Carlos Mateos vs. José Manuel Mariscal, con victoria de Carlos Mateos.
Clasificados los cuatro vencedores, el formato para semifinales y final iba a ser, en principio, el mismo de siempre. Pero, tras una serie de inconvenientes relacionados con la participación o no participación de Carlos Mateos, se decidió repescar a Javier Martínez, por haber sido el participante que mejor resultado obtuvo en los cuartos de final. Posteriormente se aclaró que finalmente Carlos Mateos sí que participaría, de tal forma que se decidió llevarse a cabo una "Final a 5", entre Tomàs, Dani, Juanma, Carlos y el repescado Wikipeix
.La final se llevó a cabo durante 36 horas empezando la medianoche de jueves a viernes 27 de mayo, debido a que Juanma tenía un compromiso para el fin de semana y no habría sido justo dejarle sin participar. El formato fue el siguiente: Se enviaron cuatro cartas a cada uno de los finalistas a las 00:00 horas del viernes y otras cuatro cartas seis horas más tarde, otorgándose 5,4,3,2 y 1 punto según fuese el orden en que se acertase cada carta. Tras una noche de búsquedas, de insomnio y de estrategias, la clasificación final fue:
Javier Martínez: 31 puntos
Tomàs Martínez: 26 puntos
Dani de la Cuesta: 24 puntos
Carlos Mateos: 15 puntos
Juanma Perera: 14 puntos
Campeón de la Copa: Javier Martínez (Wikipeix)
Sexta edición 2013-14
La sexta temporada del concurso no tuvo ninguna variación en lo que al sistema de competición liguero se refiere. La única novedad consiste en que se dejó de participar a través de la web de Ecos del Balón, para hacerlo directamente desde el sitio web oficial del programa, trasladándose el sistema a dicha dirección.
Una novedad importantísima es la creación de un nuevo torneo, la FA Cup, que se disputará de forma similar a la FA Cup inglesa, con 256 participantes, y consistiendo en eliminatorias sin cabezas de serie desde las primeras rondas hasta la final. 
Por tanto, lo que hasta la temporada anterior se conoció como Copa del FA, a partir de esta temporada será denominado Copa de la Liga del FA.
El ganador final de la competición recibirá un regalo, y es la posibilidad de viajar con los miembros de MI a un partido de primera ronda de competición europea de la temporada 2014-15.
| Futbolista Anónimo 2013-14 |
| Campeón de Liga            |
|                            |
|                            |

#### Palmarés
| Temporada | Liga                    | Copa / Play-off                  | Copa / Play-off |
| --------- | ----------------------- | -------------------------------- | --------------- |
| 2008–09   |                         | Borja Pardo (como play-off)      |                 |
| 2009–10   | Carlos Mateos (93)      | Asier Ruiz-Adame (como play-off) |                 |
| 2010–11   | Asier Ruiz-Adame (103)  | Asier Ruiz-Adame                 |                 |
| 2011–12   | Sergio González (97)    | Jesús Zamora                     |                 |
| 2012–13   | Tomàs Martínez Pés (83) | Javier Martínez                  |                 |

#### Lista de futbolistas anónimos
Historial de futbolistas anónimos de Marcador Internacional:
| Temporada 2008–09                                                  | Temporada 2008–09        | Temporada 2008–09   |
| J                                                                  | Jugador                  | Equipo              |
| ------------------------------------------------------------------ | ------------------------ | ------------------- |
| Las cartas 21, 25 y 30 eran clasificatorias para el play-off final |                          |                     |
| 1                                                                  | John O'Shea              | Manchester United   |
| 2                                                                  | Mauro Zárate             | SS Lazio            |
| 3                                                                  | Tamás Hajnal             | Borussia Dortmund   |
| 4                                                                  | Per Ciljan Skjelbred     | Rosenborg BK        |
| 5                                                                  | Kevin Mirallas           | Saint-Étienne       |
| 6                                                                  | Piotr Trochowski         | Hamburger SV        |
| 7                                                                  | Aleksandr Anyukov        | Zenit               |
| 8                                                                  | Yohann Pelé              | Le Mans             |
| 9                                                                  | Marc Janko               | Red Bull Salzburg   |
| 10                                                                 | Noel Hunt                | Reading             |
| 11                                                                 | Server Djeparov          | PFC Bunyodkor       |
| 12                                                                 | Diego Valeri             | Lanús               |
| 13                                                                 | Marcus Berg              | FC Groningen        |
| 14                                                                 | Sergio Floccari          | Atalanta            |
| 15                                                                 | Mikael Nilsson           | Panathinaikos       |
| 16                                                                 | Kris Commons             | Derby County        |
| 17                                                                 | Leandro Lima             | Vitória Setúbal     |
| 18                                                                 | Vasilis Torosidis        | Olympiacos FC       |
| 19                                                                 | Michel Bastos            | Lille OSC           |
| 20                                                                 | Jonathan Pitroipa        | Hamburger SV        |
| 21                                                                 | Alexandros Tziolis       | Panathinaikos       |
| 21                                                                 | Nick Carle               | Crystal Palace      |
| 22                                                                 | Park Chu-Young           | AS Monaco           |
| 23                                                                 | Morten Gamst Pedersen    | Blackburn Rovers    |
| 24                                                                 | Emad Moteab              | Al-Ittihad Jeddah   |
| 25                                                                 | Nicklas Bendtner         | Arsenal FC          |
| 25                                                                 | Trésor Mputu             | TP Mazembe          |
| 26                                                                 | Nenê                     | Nacional de Madeira |
| 27                                                                 | Lewis Holtby             | Alemannia Aachen    |
| 28                                                                 | Danijel Pranjić          | SC Heerenveen       |
| 29                                                                 | Jack Rodwell             | Everton             |
| 30                                                                 | Marcelo Moreno Martins   | Shakhtar Donetsk    |
| 30                                                                 | Yasin Pehlivan           | Rapid Wien          |
| 31                                                                 | Giampaolo Pazzini        | ACF Fiorentina      |
| 32                                                                 | Benoît Trémoulinas       | Girondins Bordeaux  |
| 33                                                                 | Axel Witsel              | Standard Liège      |
| 34                                                                 | Cédric Mongongu          | AS Monaco           |
| 35                                                                 | Stewart Downing          | Middlesbrough       |
| 36                                                                 | Marek Mintál             | 1. FC Nürnberg      |
| Play-off final                                                     |                          |                     |
| 1                                                                  | Ahn Jung-Hwan            | Dalian Shide        |
| 2                                                                  | Neven Subotić            | Borussia Dortmund   |
| 3                                                                  | Óscar Sonejee            | Santa Coloma        |
| 4                                                                  | Mirel Rădoi              | Al-Hilal Riyadh     |
| 5                                                                  | Jonathan Urretavizcaya   | SL Benfica          |
| 6                                                                  | Morten Nordstrand        | FC København        |
| 7                                                                  | Michael Mifsud           | Coventry City       |
| 8                                                                  | Dawid Janczyk            | Lokeren             |
| 9                                                                  | Sulley Muntari           | Internazionale      |
| 10                                                                 | Matthieu Chalmé          | Girondins Bordeaux  |
| 11                                                                 | Humberto 'Chupete' Suazo | CF Monterrey        |
| 12                                                                 | Roland Linz              | SC Braga            |
| 13                                                                 | Bogi Løkin               | NSÍ Runavík         |
| 14                                                                 | Martín Morel             | CA Tigre            |
| 15                                                                 | Peter Pekarík            | VfL Wolfsburg       |
| 16                                                                 | Chris Eagles             | Burnley             |
| 17                                                                 | Roy Beerens              | SC Heerenveen       |

| Temporada 2009–10 | Temporada 2009–10    | Temporada 2009–10    |
| J                 | Jugador              | Equipo               |
| ----------------- | -------------------- | -------------------- |
| 1                 | Adrian Nikci         | FC Zürich            |
| 2                 | Keiji Tamada         | Nagoya Grampus       |
| 3                 | Tunay Torun          | Hamburger SV         |
| 4                 | Kermit Erasmus       | Excelsior Rotterdam  |
| 5                 | Hendry Thomas        | Wigan Athletic       |
| 6                 | Jordy Buijs          | De Graafschap        |
| 7                 | Celso Borges         | Fredrikstad FK       |
| 8                 | Richard Porta        | River Plate          |
| 9                 | Nashat Akram         | FC Twente Enschede   |
| 10                | Bojan Jokić          | Sochaux              |
| 11                | Marouane Chamakh     | Girondins Bordeaux   |
| 12                | Zezinho              | Juventude            |
| 13                | Edgar Manucharyan    | Haarlem              |
| 14                | Lee Chung-Yong       | Bolton               |
| 15                | Apoula Edel          | PSG                  |
| 16                | Lacina Traore        | CFR Cluj             |
| 17                | Gylfi Sigurðsson     | Reading              |
| 18                | Seol Ki-Hyeon        | Fulham               |
| 19                | Martin Fenin         | Eintracht Frankfurt  |
| 20                | Diego Scotti         | Racing Montevideo    |
| 21                | Sercan Sararer       | SpVgg Greuther Fürth |
| 22                | James Rodríguez      | Banfield             |
| 23                | Yasser Al-Qahtani    | Al-Hilal Riyadh      |
| 24                | Matthew Jarvis       | Wolverhampton        |
| 25                | Dentinho             | Corinthians          |
| 26                | Veli Kavlak          | Rapid Wien           |
| 27                | Andy Dorman          | Saint Mirren         |
| 28                | Ozan İpek            | Bursaspor            |
| 29                | Léo Moura            | Flamengo             |
| 30                | Flávio Amado         | Al-Shabab Riyadh     |
| 31                | Morten Rasmussen     | Celtic Glasgow       |
| 32                | Miran Pavlin         | FC Koper             |
| 33                | Nicolae Calancea     | Zimbru Chişinău      |
| 34                | Tim Cahill           | Everton              |
| Play-off final    |                      |                      |
| A1                | Denni Avdić          | IF Elfsborg          |
| A2                | Bas Dost             | Heracles Almelo      |
| A3                | Robert Lewandowski   | Lech Poznań          |
| B1                | Kostas Manolas       | AEK                  |
| B2                | Walter Montillo      | Universidad de Chile |
| B3                | Andrejs Omeļjanovičs | Olimps/RFS           |
| F1                | Joel Sánchez         | Alianza Lima         |
| F2                | João Miranda         | São Paulo            |
| F3                | Shoki Hirai          | Gamba Osaka          |

| Temporada 2010–11 | Temporada 2010–11      | Temporada 2010–11     |
| J                 | Jugador                | Equipo                |
| ----------------- | ---------------------- | --------------------- |
| 1                 | Marc-Antoine Fortuné   | West Bromwich Albion  |
| 2                 | Camel Meriem           | Arles-Avignon         |
| 3                 | Serhiy Valyayev        | Metalist Járkov       |
| 4                 | Alfreð Finnbogason     | Breiðablik            |
| 5                 | Mamadou Niang          | Fenerbahçe            |
| 6                 | Guillermo Molins       | Malmö                 |
| 7                 | Mohammad Hosseini      | Zob Ahan              |
| 8                 | Marco Caligiuri        | FSV Maguncia 05       |
| 9                 | Gonzalo Zárate         | RB Salzburg           |
| 10                | Josip Iličić           | Palermo               |
| 11                | Emmanuel Emenike       | Karabükspor           |
| 12                | Jan Oblak              | Beira-Mar             |
| 13                | Lee Cattermole         | Sunderland AFC        |
| 14                | Andrea Caracciolo      | Brescia               |
| 15                | Eduard Stăncioiu       | CFR Cluj              |
| 16                | Kazuo Homma            | Siófok                |
| 17                | Karim Ansarifard       | Saipa                 |
| 18                | Ioannis Fetfatzidis    | Olimpiakos Piraeus    |
| 19                | Mbala Mbuta Biscotte   | Schaffhausen          |
| 20                | Yohan Cabaye           | Lille OSC             |
| 21                | Goran Popov            | Dynamo Kiev           |
| 22                | Alan Patrick           | Santos                |
| 23                | Youssef El-Arabi       | SM Caen               |
| 24                | Conor Henderson        | Arsenal FC            |
| 25                | Daniel Kolář           | Viktoria Plzeň        |
| 26                | Jan Hable              | Kerkyra               |
| 27                | Jo Inge Berget         | Strømsgodset IF       |
| 28                | Lee Camp               | Nottingham Forest     |
| 29                | Nicolas Goussé         | Évian Thonon Gaillard |
| 30                | Ermin Seratlić         | Jagiellonia Białystok |
| 31                | Fábio Rochemback       | Grêmio                |
| 32                | Edu Pereira "Dudu"     | Cruzeiro              |
| 33                | Predrag Govedarica     | Irtysh Pavlodar       |
| 34                | Eren Güngör            | Kayserispor           |
| Copa              |                        |                       |
| QF1               | Martin Stocklasa       | SV Ried               |
| QF2               | Álvaro Recoba          | Danubio               |
| QF3               | Jari Litmanen          | HJK Helsinki          |
| QF4               | Boris Raspudić         | Borac Banja Luka      |
| QF5               | Lee Rochester Sørensen | HB Køge               |
| QF6               | Sebastjan Cimirotič    | FC Ljubljana          |
| QF7               | Hernani Borges         | União Madeira         |
| QF8               | Erik Dahlin            | IFK Göteborg          |
| QF9               | Juan Carlos Toja       | Aris Thessaloniki     |
| QF10              | Minori Sato            | Ventspils             |
| QF11              | Jean-Jacques Rocchi    | SC Bastia             |
| QF12              | Rui Komatsu            | Cerezo Osaka          |
| SF1               | Mostafa Afroto         | Al-Ahly               |
| SF2               | Ricardo Vaz Tê         | Hibernian             |
| SF3               | Róbert Litauszki       | Újpest                |
| SF4               | Jackson Martínez       | Jaguares              |
| SF5               | Byun Sung-Hwan         | Newcastle Jets        |
| SF6               | Aruna Dindane          | Lekhwiya              |
| F1                | Boubacar Barry         | Lokeren               |
| F2                | Mauro Lucas            | Ekranas               |
| F3                | Mohamed Kamara         | FK Partizan           |

| Temporada 2011–12 | Temporada 2011–12            | Temporada 2011–12      |
| J                 | Jugador                      | Equipo                 |
| ----------------- | ---------------------------- | ---------------------- |
| 1                 | Sedat Berisha                | Škendija               |
| 2                 | Filip Rudzik                 | BATE Borisov           |
| 3                 | Geoffrey Tréand              | Neuchâtel Xamax        |
| 4                 | Koo Ja-Cheol                 | VfL Wolfsburg          |
| 5                 | Rudolf Skácel                | Hearts of Midlothian   |
| 6                 | Kaimar Saag                  | Silkeborg              |
| 7                 | Venance Zézé                 | Sin equipo             |
| 8                 | Björn-Erik Sundqvist         | Umeå                   |
| 9                 | Aleksandr Alumona            | Shakhtsyor Salihorsk   |
| 10                | Nashat Akram                 | Lekhwiya SC            |
| 11                | Lerin Duarte                 | Heracles Almelo        |
| 12                | Chitchanok Xaysensourinthone | Sampdoria (Primavera)  |
| 13                | Atdhe Nuhiu                  | Rapid Wien             |
| 14                | Jeppe Mehl                   | AC Horsens             |
| 15                | Gastón González              | Platanias              |
| 16                | Sergei Khizhnichenko         | Shakhter Karagandy     |
| 17                | Paata Tskhvitaia             | FC Kolkheti-1913 Poti  |
| 18                | Burim Kukeli                 | FC Luzern              |
| 19                | Henrik Ojamaa                | Motherwell             |
| 20                | Péter Halmosi                | Szombathelyi Haladás   |
| 21                | Suk Hyun-jun                 | FC Groningen           |
| 22                | Tha'er Bawab                 | Gaz Metan Mediaș       |
| 23                | Kévin Bérigaud               | Évian Thonon Gaillard  |
| 24                | Vladimir Granat              | Dinamo Moskva          |
| 25                | Kim Jae-Sung                 | Sangju Sangmu Phoenix  |
| 26                | Marek Saganowski             | ŁKS Łódź               |
| 27                | Yevgeni Balyaikin            | Tom Tomsk              |
| 28                | Antonio Carlos               | Corinthians            |
| 29                | Bruno Cheyrou                | Nantes                 |
| 30                | Filip Škvorc                 | Lokomotiva Zagreb      |
| 31                | Tony Watt                    | Celtic Glasgow         |
| Copa              |                              |                        |
| PA1               | Stefan Ilsanker              | SV Mattersburg         |
| PA2               | MacBeth Sibaya               | Moroka Swallows        |
| PA3               | Suchao Nuchnum               | Buriram United         |
| PB1               | Cristian Maidana             | Rangers                |
| PB2               | Božo Milić                   | FK Grbalj              |
| PB3               | José Sand                    | Tijuana                |
| PF1               | Honour Gombami               | Cercle Brugge          |
| PF2               | Jørgen Skjelvik              | Kalmar FF              |
| PF3               | Éamon Zayed                  | Persepolis             |
| QF1               | Antonio Pedroza              | Crystal Palace         |
| QF2               | Martin Kamburov              | Dalian Shide           |
| QF3               | Aleksandrs Koļinko           | Baltika Kaliningrad    |
| QF4               | Haidar Al-Shaïbani           | Nîmes                  |
| QF5               | Václav Procházka             | Viktoria Plzeň         |
| QF6               | Manuel Tejada                | Sport Boys             |
| QF7               | Daniel Xhafa                 | Skënderbeu Korçë       |
| QF8               | Foxi Kéthévoama              | FC Astana              |
| QF9               | Vladimír Janočko             | Leopoldsdorf           |
| QF10              | Nicolai Stokholm             | FC Nordsjælland        |
| QF11              | Alexandru Oprica             | Saint Éloi Lupopo      |
| QF12              | Gilbert Oliveira             | Salgaocar              |
| SF1               | Arif Mehmood                 | WAPDA                  |
| SF2               | Serdar Güneş                 | Tennis Borussia Berlin |
| SF3               | Sofiene Zaaboub              | ES Sétif               |
| SF4               | Alexandros Kaklamanos        | Saint-Gilloise         |
| SF5               | Hiroki Miyazawa              | Consadole Sapporo      |
| SF6               | Andrew Cohen                 | Hibernians             |
| F1                | Léster Blanco                | KIL Toppfotball        |
| F2                | Olli Tynkkynen               | FC Lahti               |
| F3                | Crisanto Esquivel            | Santos de Guápiles     |

| Temporada 2012–13 | Temporada 2012–13      | Temporada 2012–13   |
| J                 | Jugador                | Equipo              |
| ----------------- | ---------------------- | ------------------- |
| 1                 | Fatos Beqiraj          | GNK Dinamo Zagreb   |
| 2                 | Cosmin Moți            | Ludogorets Razgrad  |
| 3                 | Tales Schutz           | Inter Baku          |
| 4                 | Wesley Lopes           | Al-Hilal Riyadh     |
| 5                 | Adil Chihi             | 1. FC Köln          |
| 6                 | Bertrand Robert        | PAOK FC             |
| 7                 | Yeltsin Tejeda         | Deportivo Saprissa  |
| 8                 | János Székely          | Korona Kielce       |
| 9                 | Gerardas Zukauskas     | Atlantas Klaipeda   |
| 10                | Dominic Foley          | Limerick FC         |
| 11                | Gotoku Sakai           | VfB Stuttgart       |
| 12                | Zdravko Šaraba         | FK Leotar           |
| 13                | Antonio Ghomsi         | KV Mechelen         |
| 14                | Johannes Flum          | SC Freiburg         |
| 15                | Kay                    | Os Belenenses       |
| 16                | Christopher Telo       | IFK Norrköping      |
| 17                | Jack Collison          | West Ham United     |
| 18                | Yakup Sertkaya         | Altay SK            |
| 19                | Afonso Taira           | Atlético CP         |
| 20                | Scott McBride          | East Fife FC        |
| 21                | Saša Ivanović          | FK Zeta             |
| 22                | David Beckham          | Paris Saint-Germain |
| 23                | Daniel Huss            | CS Grevenmacher     |
| 24                | Ville Saxman           | RoPS                |
| 25                | Danijel Marčeta        | Virtus Lanciano     |
| 26                | Tomáš Marček           | Spartak Myjava      |
| 27                | Amir Omrani            | AS Marsa            |
| 28                | Amman Zidane           | Hapoel Acre         |
| Copa              |                        |                     |
| QP1               | Mirko Salvi            | FC Basel            |
| QP2               | Issey Nakajima-Farran  | Alki Larnaca FC     |
| QP3               | Fadil Gourmat          | Avenir Foot Lozère  |
| QP4               | Hideaki Takeda         | FC Jūrmala          |
| SP1               | Goran Projkov          | FK Ohrid            |
| SP2               | Uroš Ćosić             | Pescara             |
| FP                | Mads Dahm              | Lyn Fotball         |
| QF1               | Jan Hubka              | Hồ Chí Minh City FC |
| QF2               | Marin Con              | NK Zadar            |
| QF3               | Floris Isola           | FC Sète 34          |
| QF4               | Maurice Trapp          | Hansa Rostock       |
| F1                | Ladulé Lako LoSarah    | Maziya S&RC         |
| F2                | Ibrahima Touré         | AS Monaco           |
| F3                | Mauricio Victorino     | Cruzeiro            |
| F4                | Dimitrios Papadopoulos | Panthrakikos FC     |
| F5                | Stuart Parnaby         | Middlesbrough       |
| F6                | Mustafa Hadid          | Altona 93           |
| F7                | Roland Linz            | Muangthong United   |
| F8                | Gergely Fűzfa          | DSV Leoben          |

## Redes sociales e Internet
Marcador Internacional tiene presencia en dos redes sociales:
- Facebook: con el grupo creado por Borja Pardo, oyente clásico del programa, llamado Yo escucho MARCADOR INTERNACIONAL, que tras dos años de existencia acumula más de 5000 seguidores.[12]
- Twitter: con la cuenta de nombre MarcadorInt, que durante el primer programa de su existencia acumuló unos 300 followers. Además, ahora poseen otra cuenta, dedicada tan solo al concurso del Futbolista Anónimo, cuyo nombre es FAmarcadorint

El programa, además, cuenta con una dirección de correo electrónico propia para una interacción mayor con los oyentes. Desde el 13 de septiembre de 2012, gracias a la colaboración con el grupo Ecos del Balón, el programa cuenta con una sección en la web de Ecos desde la cual se gestiona (de forma automatizada) todo lo referente al Futbolista Anónimo, dejando a un lado el antiguo blog que coordinaba Raúl Fuentes.

## Highlights
La idea surgió de Raúl Fuentes el 11 de diciembre de de 2010 cuando se propuso recopilar, con ayuda en la selección de los oyentes, los mejores momentos del programa durante 2010: los más divertidos, los más extraños, los más míticos... etc. El 29 de diciembre de de 2010 se emitieron y se propuso realizarlo todos los años con mayor preparación.
| Momentos 2010                                                       | Momentos 2010   | Momentos 2010 |
| Protagonista                                                        | Fecha           | Motivo |
| ------------------------------------------------------------------- | --------------- | --- |
| Dani Fernández                                                      | 16 de enero     | Trabándose en las alineaciones de Benín en la Copa África de Naciones 2010 en un partido Nigeria–Benín              |
| Àxel Torres y Toni Padilla                                          | 20 de marzo     | Diálogo entre Àxel Wenger y Toni Mourinho tras un Chelsea FC 0–1 Internazionale                                     |
| Pablo López y Àxel Torres                                           | 21 de abril     | Momento Robben/Müller                                                                                               |
| Toni Padilla y Raúl Fuentes (Àxel Torres por teléfono desde Madrid) | 22 de mayo      | Final Futbolista Anónimo 2009–10                                                                                    |
| Àxel Torres                                                         | 2 de octubre    | Grito espectacular tras un gol de Jordi Gómez en un Wigan Athletic–Wolverhampton                                    |
| João Vaz                                                            | 30 de octubre   | Momento Cine con João Vaz y su espectacular análisis de la película The social network                              |
| Miguel Ángel Toribio                                                | 18 de diciembre | Hat-trick de Raúl González Blanco contra 1. FC Köln donde narró "su amigo Pep mea colonia, él se mea en el Colonia" |

| Momentos 2011               | Momentos 2011    | Momentos 2011                                                                                                   |
| Protagonista                | Fecha            | Motivo |
| --------------------------- | ---------------- | --- |
| Àxel Torres                 | 8 de enero       | Interpretación en mitad del programa del tema Colgando en tus manos, de Carlos Baute junto a Marta Sánchez      |
| Toni Padilla y Raúl Fuentes | 26 de marzo      | Momento Botsuana                                                                                                |
| João Vaz                    | 7 de mayo        | Acompañamos la Lusofonía desde un punto desconocido entre España y Francia, bajo la amenaza de un perro salvaje |
| Àxel Torres y Raúl Fuentes  | 14 de julio      | Arrancan a cantar en mitad del descanso de un partido de Copa América 2011                                      |
| Àxel Torres                 | 17 de septiembre | Monólogo sobre la pronunciación del portero polaco del Arsenal, Wojciech Szczęsny                               |
| Raúl Fuentes                | 17 de septiembre | Improvisado debate sobre el ruido de los botes de ketchup, onomatopeyas incluidas                               |
| Àxel Torres                 | 3 de noviembre   | Éxtasis final en el Beşiktaş–Dynamo Kiev de Europa League                                                       |
| João Vaz                    | 12 de noviembre  | Palo descomunal al bosnio Vedad Ibišević tras el Portugal–Bosnia de repesca para la EURO 2012                   |
| João Vaz                    | 24 de diciembre  | Sufre un ligero despiste y se mantiene segundos en silencio dando su XI del año en el fútbol lusófono           |

## Momentos míticos

### Momento introducción
Siempre, al comienzo de todos los programas, su presentador Àxel Torres comienza siguiendo un mismo patrón de presentación, introducción y saludo que gusta bastante a los oyentes, y es que, tras dejar varios minutos la sintonía inicial, saluda con un "Hola" de larga longitud. Después de una introducción en la que presenta los contenidos del programa y los partidos más destacados que ocuparán el horario del mismo, pronuncia siempre otra oración que no varía nunca, a saber:

"Si esto es sábado, si son las 2 y suenan Los Planetas; esto es MI"
Àxel Torres, presentador de Marcador Internacional

### Momento Jason "Manacor" Scotland
La visita del conductor y presentador Àxel Torres a Swansea para entrevistar a algunas de las estrellas de este equipo en la temporada 2008-09. En una de ellas, con el trinitense Jason Scotland, se produjo un saludo mítico que se utiliza cuando juega este delantero en horario del programa para desearle suerte.

"Hi, I'm Jason Scotland. Congratulations to Manacor International."
Jason Scotland, delantero del Swansea City en la temporada 2008-09

Desde que el delantero de Trinidad y Tobago grabó aquel saludo, otro de los sobrenombres del programa es "Manacor".

### Momento Havant & Waterlooville
El casi-cupset del Liverpool FC ante el Havant & Waterlooville de Conference South, la sexta división del fútbol inglés, en la cuarta ronda de FA Cup de la temporada 2007-08, equivalente a los dieciseisavos de final, fue tan histórico que marcó la historia de este humilde club de Havant. Tanto es así que la imagen del videomarcador de Anfield Road cuando el marcador era 1–2 supuso una de las portadas de la web del club que se mantiene tras años.

También se ha de añadir a este momento mítico del programa el hecho de que, durante la entrevista a uno de los autores de esta página el 9 de octubre de de 2010, Àxel Torres confesó que narraron el partido sin imágenes de televisión ya que ninguna cadena (ni nacional ni internacional) retransmitía el encuentro.

| 26 de enero de 2008, 16:00 (CET) | Liverpool FC                                    | 5–2     | Havant & Waterlooville                         | Anfield Road, Liverpool                               |                                                       |
|                                  | Leiva 27' · Benayoun 44', 56', 59' · Crouch 90' | Reporte | 8' Pacquette · 31' Škrtel (pp) · 42' Wilkinson | Asistencia: 42.566 espectadores Árbitro(s): Phil Dowd | Asistencia: 42.566 espectadores Árbitro(s): Phil Dowd |

#### Otros Cupsets
Por motivo de calendarios, otros cupsets y resultados históricos que fueron tratados en Marcador Internacional pero que no fueron dentro del horario del programa son:
| Cupsets          | Cupsets                 | Cupsets                | Cupsets          | Cupsets                  |
| Equipo           | Competición             | Rival                  | Ronda            | Resultado                |
| ---------------- | ----------------------- | ---------------------- | ---------------- | ------------------------ |
| USJA Carquefou   | 2007–08 Coupe de France | v. Nancy               | 1/16 de Final    | 2 – 1 (AET)              |
| USJA Carquefou   | 2007–08 Coupe de France | v. Olympique Marseille | Octavos de Final | 1 – 0                    |
| Leeds United     | 2009–10 FA Cup          | v. Manchester United   | 1/32 de Final    | 0 – 1                    |
| Leeds United     | 2009–10 FA Cup          | v. Tottenham           | 1/16 de Final    | 2 – 2                    |
| Northampton Town | 2010–11 Carling Cup     | v. Liverpool FC        | 1/16 de Final    | 2 – 2 (AET) 2 – 4 (pen.) |

### Momento Server Djeparov
Durante el programa del 10 de enero de de 2009, Àxel Torres mencionó las grandes actuaciones que recientemente había llevado a cabo un jugador uzbeko, de nombre Server Djeparov en su equipo, Bunyodkor, y que fue también nombrado Mejor Jugador de 2008 en la conferencia AFC.

La mención de que tenía un grupo de fanes en Facebook hizo que los oyentes del programa en su gran mayoría se inscribiesen en dicho grupo, dejándole mensajes de apoyo y de ánimo en español e inglés.

El grupo tiene actualmente más de 100 fanes, en gran parte, oyentes de Marcador Internacional, lo que resultó bastante extraño a los creadores del grupo, de origen asiático. La fama que ganó Djeparov lo llevó a ser Futbolista Anónimo y a ser seguido por la directiva del programa.

### Momento Jonathan Stevenson
Jonathan Stevenson es un cronista de la Premier League en la web de la BBC británica. Comenzó a hacerse famoso en Marcador Internacional gracias a que sus presentadores estaban pendientes de sus seguimientos de partidos por la falta de emisiones de Premier League en directo.
Tras muchos programas mencionándolo, el 16 de enero de de 2010, de manera similar a la del futbolista uzbeko Server Djeparov, Àxel Torres anunció que había descubierto un grupo de fanes en Facebook de este periodista.

Al poco tiempo, el número total de fanes ascendió a más de 120, miembros en su mayoría del grupo de oyentes de Marcador Internacional. Al igual que se hizo con Djeparov, los oyentes dejaron en el "muro" del grupo mensajes de apoyo en inglés y español.

Otro condicionante que hizo mítico este momento y a este grupo fue el hecho de que el administrador-creador del grupo era natal de Swansea (Gales), ciudad de donde es uno de los clubes a los que se les guarda predilección, como es el Swansea City.

### Momento Robben/Müller
Durante uno de los programas de entre semana para emitir las eliminatorias de Champions League se produjo un encontronazo radiofónico entre Àxel Torres y el narrador Pablo López. Concretamente fue en el programa del miércoles 21 de abril de de 2010, con la semifinal ida entre FC Bayern de Múnich y Olympique Lyon y tras la consecución del único gol tras 69 minutos. El gol fue claro y legal, pero su autoría fue la discordancia entre los antes mencionados. Para Pablo López, el tremendo chut desde pasado el medio campo de Arjen Robben es lo que determina la autoría del gol debido a la intencionalidad y, de hecho, es lo que UEFA publicó en el acta y en la infografía de televisión. Sin embargo, Àxel Torres defendía la teoría de que el gol es del último jugador que toca el balón, concretamente Thomas Müller. Lejos de aclarar el autor del gol, se creó una tertulia en el programa para intentar aclarar el tema. Incluso, tras acabar el programa, en la crónica del programa La Futbolería se destacó la discordancia acerca del goleador como tema principal del partido.

| 21 de abril de 2010, 20:45 (CET) | FC Bayern de Múnich                   | 1–0     | Olympique Lyon                 | Allianz Arena, München                                      |                                                             |
|                                  | Pranjić 27' · Ribéry 37' · Robben 69' | Reporte | 51', 54' Toulalan · 79' Bastos | Asistencia: 66.000 espectadores Árbitro(s): Roberto Rosetti | Asistencia: 66.000 espectadores Árbitro(s): Roberto Rosetti |

### Momento Cine con João Vaz
En el Acompañamos la Lusofonía del 30 de octubre, Àxel Torres sentía curiosidad por saber si João Vaz había visto la película The social network de reciente estreno y que narraba la creación de la red social Facebook. Tras una breve tertulia, el mito albicastrense analizó el film en los siguientes términos:

"No, pero básicamente lo que me gustó de la peli es mismo eso, es que no va por dentro de Facebook, habla de una historia; si ves también tiene una historia muy, muy social, y además me parece fantástico que no va por dentro y también David Fincher no, no, no hace las recursividades de clonar esquemas narrativos que acostumbraba a hacer."

João Vaz en el Acompañamos la Lusofonía del 30 de octubre de 2010

### Momento Promo
Durante el programa del 11 de diciembre, Àxel Torres descubrió a la audiencia cómo iba a ser la primera promo del programa que se iba a emitir durante toda la programación de la radio, gustando a la mayoría de los oyentes según sus opiniones en las redes sociales oficiales del programa:

"(Suena 54, 74, 90, 2006 de Sportfreunde Stiller)
*Àxel Torres: ¡¡Hoooolaaa!!
*Voz en off: Todos los sábados, a las 2 de la tarde, Radio Marca presenta su cara más cosmopolita para repasar la actualidad del fútbol planetario.
(Suena Raúl Fuentes cantando los números en diferentes "Me Encanta Europa")
*Voz en off: Un "livescore" radiofónico en el que podrás seguir en directo las jornadas de la Premier League inglesa y la Bundesliga alemana.
*Pablo López: Chicharito ¡gol! ¡Gol, gol, gol, gol, gol, gol, gol, gol, gol...! ¡¡El primero!!
*Voz en off: Y conocer toda la actualidad del resto de campeonatos mundiales.
*Toni Padilla: Vaya fin de semana que tenemos en el Scudetto, en la Serie A, espectacular (...)
*Voz en off: Un programa con entrevistas de culto que crea vínculos imborrables con sus mitos.
*Jason Scotland: Hi, I'm Jason Scotland, congratulations to Manacor International.
*Voz en off: Y en el que los oyentes tienen una participación fundamental.
*Raúl Fuentes: 5 puntos para Asier Ruiz-Adame, 4 para Erramun Sebal...
*Voz en off: Una locura radiofónica de Àxel Torres, Toni Padilla y Raúl Fuentes.
*Àxel Torres: Si esto es sábado, si son las 2, si suenan Los Planetas, es que empieza Manacor, Marcador Internacional, ya estamos aquí...
*Voz en off: Marcador Internacional: cada sábado, a las 2 de la tarde, en Radio Marca."

Promoción de Marcador Internacional emitida desde el 13 de Diciembre de 2010 en Radio Marca

### Momento Botsuana
Durante el programa del 26 de marzo de de 2011, programa que coincidía con la clasificación internacional de selecciones tanto para la Euro 2012 como para la Copa África 2012, se produjo la clasificación matemática de la selección de Botsuana para este segundo evento, siendo la primera en hacerlo de todas las selecciones africanas que disputaban el proceso clasificatorio. Además, supuso la primera presencia en la historia del combinado de las cebras en su historia. Aprovechando el momento, los mensajes a favor de la humilde selección de Botsuana se multiplicaron en las redes sociales, noticia de la que se hizo acopio el programa. Esto provocó que gran parte de sus oyentes se uniesen a esos mensajes de apoyo (principalmente, vía Twitter) con el mensaje en clave GoZebras (del inglés, vamos cebras).
La cantidad de mensajes recordaba a otros momentos míticos del programa en los que la audiencia apoyaba a personajes populares en el mismo como Jonathan Stevenson o Server Djeparov, causando impresión en los propios botsuanos que así lo hacían constar en sus perfiles de dichas redes sociales.

### Momento Hamburguesas con Raúl Fuentes
En el transcurso del mes de julio de de 2011, durante los históricos programas nocturnos de Copa América, Raúl Fuentes tenía encargada la tarea de realizar las cuñas publicitarias de una marca de hamburguesas. Les daba un tono tal, que en el programa del 13 al 14 de julio, João Vaz, asombrado por cómo las entonaba, decidió grabar cómo, además de lo que decía y las onomatopeyas que producía, Raúl Fuentes iba haciendo gestos con los brazos y las manos, imperceptibles a través de las ondas. El vídeo y estas cuñas fueron uno de los mejores momentos del programa durante la Copa.

Además, diferentes seguidores habituales del programa utilizaron este recurso y estas cuñas para intentar poner en contacto a Raúl con la periodista latinoamericana de Fox Sports Tania Rincón, con quien intentó ponerse en contacto el programa tras los anteriores intentos fallidos del primero con el envío de un post del blog de Àxel Torres sobre el ídolo mexicano sub 17 Jonathan Espericueta.

## Diálogos míticos
| Diálogos míticos | Diálogos míticos |
| Diálogo | Contexto |
| --- | --- |
| "Rodrigo Marciel: Oye, os aconsejo que veáis la segunda camiseta del Newcastle de este año. Àxel Torres: ¿Cómo es? Toni Padilla: La amarilla. Àxel Torres: Amarilla y blanca ¿no? Rodrigo Marciel: Sí, plátano... algo raro. Àxel Torres: Oye, te voy a decir una cosa, a mi, el, el, el helado de plátano es mi segundo favorito, eh. (Risas) Rodrigo Marciel: Bueno, después de este comentario..." Corner Británico del 22 de agosto de 2009 | Hablando acerca de la segunda equipación de League Championship del Newcastle United para la temporada 2009–10                                           |
| "Rodrigo Marciel: O sea, que del norte de Londres no sales ¿no? Àxel Torres: ¿Qué?, no, tampoco es que sea un asiduo del norte de Londres, o sea que... Toni Padilla: Una, una vez fue a Swansea. Àxel Torres: Una vez fui a Swansea. Rodrigo Marciel: Fue a Swansea, efectivamente. Toni Padilla: Y ahora lo esperan en Wigan. Àxel Torres: Hay, hay un restaurante muy bueno en Swansea, en Wine Street, que es la Calle del Vino. Pablo López: ¡Buena calle! Ya sólo falta cola, para que sea Calimocho Street. Àxel Torres: en Wine Street... Rodrigo Marciel: o Casera. Àxel Torres: ...es una gran calle, además es una calle en la que hay muchos locales nocturnos... (De fondo "¡ay!") Àxel Torres: ...Es una calle en la que... digamos que la gente no va con mucha ropa en, en Wine Street. Pablo López: ¡Qué bueno! Àxel Torres: Aunque, aunque sea invierno y haga mucho frío. [...] Toni Padilla: O sea, de esas calles que, que empiezas en el primer local, bien, y llegas al último por el suelo. Àxel Torres: Pero yo dije, ¡ah! ¿Wine Street? y me dicen "Sí, claro, el nombre lo dice todo", y yo, que tengo un inglés como sabes, a veces, un poco deficiente, dije ¿Por qué, porque hace mucho viento, lo dice todo el nombre? Y no, era, era por el vino, por el vino, era por el vino. Es wine de vino, no wind de viento. Pablo López: ¡Ah! Yo pensé que era blanco, yo pensé que era white. (Risas)" Corner Británico del 22 de agosto de 2009 | Finalizando un Corner Británico que analizó la rivalidad entre Arsenal FC (Londres) y Manchester United (Mánchester)                                     |
| "Àxel Torres: El líder, como no podía ser de otra forma, es Àxel Torres con 250€, segundo Toni Padilla con 194.04, hay una gran diferencia ya; tercero Raúl Fuentes con 193.57€. ¿Qué me pone nervioso? Me pone muy nervioso que no, ah, hagáis la apuesta con el, con el decimal, o sea, yo si tengo 250.27, apuesto 30.27, para que el número, si fallo, quede limpio ¿Vale? Vosotros, cuando apostáis, no os preocupáis por la estética del número ¿eh? Si tienes 194.04 lo normal es apostar 14.04 y vosotros apostáis 14 y os da igual que el ".04" quede ahí sólo, colgando. Toni Padilla: Sí. Àxel Torres: ¿Sí? Os da igual. Toni Padilla: Sí. Àxel Torres: Sí, ¿totalmente, eh? Roberto Santiago: Son de letras. [...] Raúl Fuentes: No hay que ser racistas con los decimales. Toni Padilla: Somos muy tolerantes, nosotros. Àxel Torres: Es una gran palabra, es una gran frase ésta ¿eh? Raúl Fuentes: Los decimales no tienen culpa de... Toni Padilla: Àxel, cada uno... pues hace las cosas de su forma y apuesta como quiere ¿no? Yo he estado dos años liderando el concurso y no me ponía medallas... Raúl Fuentes: Campeón Toni Padilla: ...Y tú llevas dos semanas líder y no paras de meterte medallas: "La diferencia... como no", cada uno es como es. Unos somos modestos, otros no, a algunos les gustan los decimales, a otros no, y a mi directamente es que los decimales, es que... Àxel Torres (Entre risas): Te dan igual." Concurso de apuestas del 29 de agosto de 2009 | Analizando el concurso de apuestas tras 2 jornadas |
| "Àxel Torres: Bueno, momento plátanos ¿eh?, momento plátanos en Wolverhampton, ahora los están enfocando... Toni Padilla: Mira cómo bailan, qué felicidad... la felicidad de ser un plátano. Àxel Torres: ¿Pero es guay ser un plátano? Toni Padilla: Si vas al campo de Wolverhampton y el Wigan gana, sí. Es mi sueño. De pequeño quería ser eso, plátano del Wigan. Àxel Torres: Plátano del Wigan, bueno. Raúl Fuentes: La felicidad de ser un plátano dice. Toni Padilla: Queridos Reyes Magos, me pido el disfraz de 15 euritos... Pablo López: Ésto tiene que estar en Twitter ¡ya! ¿eh? Raúl Fuentes: La felicidad de ser un plátano, dice Toni Padilla. Àxel Torres: tiene nombre de novela existencialista. Toni Padilla (Riéndose): No mucho. Àxel Torres: Hombre, es bastante existencialista... Toni Padilla: ¿Plátano? ¿Ser un plátano, existencialista? Tiene nombre, tiene nombre de payasada absoluta. Àxel Torres: De existencialismo platanil, no humano. [...] Pablo López: Yo jamás hubiese pensado que iba a escuchar ese concepto. Toni Padilla: Es que se lo acaba de inventar; Àxel, Àxel, hace 20 segundos Àxel tampoco lo sabía." MI del 26 de diciembre de 2010 | Reflexiones acerca de unos aficionados latics desplazados al Molineux Stadium vestidos de plátano con motivo del Boxing Day                              |
| "Toni Padilla: Àxel, Raúl, ¿qué tal? ¿cómo estáis? Àxel Torres: Bien, aquí, de sábado, de sábado ya veraniego total, veraniego total porque he venido ya con mi camisetita de éstas sin mangas, manga corta, y había... Toni Padilla: Raúl también. Àxel Torres: Y había terracitas. Bueno, la verdad es que en este estudio, es necesario venir en manga corta porque si no te, te, te asas, ¿no? Raúl Fuentes: Ya puede ser 25 de diciembre que aquí... Àxel Torres: Hay que venir en manga corta a este estudio. Raúl Fuentes: Y con bañador, a poder ser. Àxel Torres: Bueno, no es tan necesario. Raúl Fuentes: O sea, con bermudas, bañador, ¿no? Àxel Torres: Bueno, no hace falta que sea un bañador porque no me voy a bañar, no, no hay piscina en este estudio todavía. Raúl Fuentes: No sé, me refería a pantalón corto... Toni Padilla: No sería una mala idea para el futuro. Raúl Fuentes: Oye, es verdad, es verdad. Toni Padilla: Una piscinita ahí... Àxel Torres: Podríamos comprar una piscina de esas que venden en la tienda de mis padres... Toni Padilla: Hinchables... Bueno, pero Àxel, si la venden en la tienda de tus padres... ¿hay que pagarla?... sácala gratis, ¿no? Àxel Torres: Con piscina hinchable, la, la, la metemos aquí con agua... Raúl Fuentes: Tú imagínate... Àxel Torres: Y cada... yo qué sé imagínate, que cada vez que alguien dice una tontería lo mandamos a la piscina. Raúl Fuentes: pero, ¿se puede hacer... el programa? Tiramos cable, unos microcascos y tal, y... ¿no? Àxel Torres: Desde la piscina, ¿eh? En remojo ¿eh?" MI del 26 de marzo de 2011 | Debate surgido al comienzo del programa por lo similar del día a uno de verano.                                                                          |
| "Àxel Torres: A Toni Padilla lo conocí cuando yo tenía unos 15-16 años. Él transmitía los partidos del Sabadell para Matadepera Ràdio junto a Carles Fité. Ambos habían empezado a hacerlo siendo casi unos niños, en un plan muy amateur, pero con una enorme seriedad y compromiso. De hecho, por aquel entonces en Sabadell no había radio municipal, y si querías escuchar los partidos del Sabadell tenías que hacerlo en la radio de Matadepera, un pequeño pueblo vecino. Así que me puse en contacto con ellos porque yo estaba como loco por participar en aquellas retransmisiones. Me invitaron una vez a la cabina a ver la retransmisión de un partido y allí es cuando los conocí. Sin embargo, no había hueco para participar en aquellas retransmisiones, así que no pude unirme a ellas. Luego cuando empecé en COPE, Fité trabajaba allí y reanudamos el contacto –aunque yo el verano anterior le había hecho una entrevista para un trabajo escolar–. Así que con Toni nos fuimos viendo más a menudo –era el mejor amigo de Fité–, descubrimos que teníamos pasiones comunes y en aquella época sí quedamos mucho. Cuando fiché por Radio Marca en 2006 y me propusieron hacer un programa de fútbol internacional tuve claro que quería hacerlo con él. Y así empezó esta historia. Luego nos encontramos con Raúl, que estaba ya en Radio Marca Barcelona y le gustaba mucho el fútbol internacional. Un día que no estaba Toni le pedí que me ayudara en el programa y me encantó y ya nos lo quedamos. Conocer a Raúl fue maravilloso, porque tenemos un entendimiento completo. Preparamos juntos el programa con llamadas telefónicas durante la semana y todo es muy sencillo. Trabajar con él es muy fácil. Yo ya no sabría hacer MI sin él." Charla de Àxel Torres de MARCA.com el 15 de abril de 2011 | Respuesta a una pregunta de un usuario de MARCA.com sobre la creación de MI y el inicio de la relación de amistad entre Toni Padilla, Raúl Fuentes y él. |
| "Àxel Torres: Esto sí que son buenas noticias ¿eh?, Raúl Fuentes, la colección de "Campeones", eh. Raúl Fuentes: Sí, sí, sí, de Oliver y Benji eh... Àxel Torres: Con el MARCA, eh. Raúl Fuentes: Yo ya hoy, mmm... la primera entrega hoy, ya lo tengo ahí en mi casa o sea que... Àxel Torres: ¿Tú sabes que a mí me gusta el fútbol por Oliver y Benji? Raúl Fuentes: No, no, a mí me parece algo... Àxel Torres: ¿Pero sabías esto? Raúl Fuentes: Sí, sí, sí... Àxel Torres: O sea, que a mí no me gustaba nada el fútbol, y empezó Oliver y Benji, y empezó a gustarme... Raúl Fuentes: Oliver y Benji y el Mundial de Italia '90... Top Àxel Torres: Bueno, primero Oliver y Benji y luego el Mundial de Italia '90... Raúl Fuentes: Correcto. Alfonso Muerza: ¿Cómo acaba la serie? Àxel Torres: Cómo acaba... no, no, no lo sé, me hice mayor y dejé de verla... Alfonso Muerza: Nah, es que me pasó lo mismo y me dijeron que, al final, todo era mentira. Àxel Torres: ¿Cómo que todo era mentira? Alfonso Muerza: O sea, que Oliver... Àxel Torres: Siempre circulan mitos de este tipo de... 'en el último capítulo, se da cuenta de que era un sueño todo'... Alfonso Muerza: No, pero escucha, en el primer capítulo, está el balón eh, y a Oliver no le atropella un camión de milagro. Eso pasa en el primer capítulo... Raúl Fuentes: Correcto, correcto. Alfonso Muerza: Y entonces, la historia es, que ese camión sí que le atropelló y a Oliver le dejó sin piernas, entonces, todo lo que pasa es un sueño. Raúl Fuentes: ¡Qué cruel!, ¿no? Àxel Torres: ¡Hombre, João Vaz, ¿quieres hablar de esto, João Vaz? o... João Vaz: No, no, no, no... Àxel Torres: Entonces, ¿por qué me miras diciendo "oye, yo algo"... João Vaz: No, no, no, no... Toni Padilla: João, no sabes qué hacer ya para tener protagonismo en el programa... (Risas) Toni Padilla: Se confirma la teoría de que en algún momento la sección de João abducirá al programa, y Marcador Internacional será una sección de Acompañamos la Lusofonía. João Vaz: No, no, si no tengo nada que decir... Àxel Torres: ¿Por qué me miras y me dices "yo"? João Vaz: ¡Estaba al ordenador! Àxel Torres: ¡Ah, bien! Toni Padilla: ¿Has dicho "yo"? João Vaz: No... Àxel Torres: Se ha señalado a sí mismo, algo así... me ha preguntado si se tenía que poner los cascos o algo así... Toni Padilla: Yo creo que la pregunta importante es, la pregunta importante es... João, ¿en Portugal también veíais de pequeños Oliver y Benji, Campeones? João Vaz: Sí,sí, sí, lo veía, pero... Raúl Fuentes: ¿Y de qué equipo eras? Àxel Torres: Pero no había jugadores lusófonos... João Vaz: No, no había jugadores lusófonos... (Risas) Toni Padilla: ¿Del Newpi, del San Francis...? ¿Quién te gustaba? ¿Julian Ross, Danny Mellow...? Àxel Torres: Julian Ross era bastante... Toni Padilla: Bah, me caía fatal, el mambo ese, el niño pijo, qué pesado, era insoportable... Àxel Torres: ¡Phillip Callaghan! Toni Padilla: Phillip Callaghan molaba. Raúl Fuentes: Jugador de equipo... Toni Padilla: Qué cárter... [...] Àxel Torres: Mito total. Raúl Fuentes: Sería, sería un poco el..., Lampard ¿no? podría ser... Àxel Torres: ¿Phillip Callaghan sería Frank Lampard? Raúl Fuentes: Bueno, oye... Àxel Torres: No, Phillip Callaghan... era más delantero Phillip Callaghan... Raúl Fuentes: ¿Sí? Àxel Torres: No me acuerdo, tampoco me ponía con la libretita a diseccionar los sistemas tácticos de Oliver y Benji. Raúl Fuentes: Yo creo... Toni Padilla: ¡No habían! Un tío pillaba el balón y corría... Raúl Fuentes: ...era más un centrocampista ¿no? Trequartista un poquito... Toni Padilla: Táctica. Un tío recorre 7 kilómetros y, cuando llega a la portería, otro salta por encima del travesaño... Àxel Torres: El campo era una montaña ¿eh? Toni Padilla: ¿Sabes que hubo unos científicos que hicieron un estudio; calculando el tiempo que tardaban en recorrer el campo y teniendo en cuenta de que la portería aparecía en el horizonte, calcularon cuánto de grande tenía que ser un campo de Oliver y Benji y llegaron a la conclusión de que el campo era tan grande como todo Kazajstán... o todo Ucrania? O sea, que era medio continente... no, pero para que aparezca en el horizonte una portería, o sea, que tú veas la curva de la Tierra... tiene que estar la portería... tiene que estar en Kiev... Àxel Torres: Increíble serie eh, de verdad, si alguien no la ha visto y ahora tiene la oportunidad... marcó a una generación eso ¿eh? Raúl Fuentes: Con MARCA eh... Alfonso Muerza: La "Catapulta Infernal" de los gemelos Derry... Raúl Fuentes: Cada viernes, sábado y domingo, entregas de capítulos de Oliver y Benji... Toni Padilla: Que luego, cuando se hace mayor, ficha por diferentes equipos y acaba fichando por el Barcelona donde su compañero de equipo es un tal Rivaul, que era un híbrido entre Rivaldo y Raúl... Àxel Torres: ¿Viste la serie, Santomé? Sergio Santomé: Bueno, la veía un poco, pero no guardo tantos recuerdos como vosotros... no era tan fanático como vosotros... Àxel Torres: Ah bien, a todo esto, yo discutía sobre... sobre el color de los pantalones del portero suplente... Sergio Santomé: Ah, muy interesante este tema eh. (Risas) Àxel Torres: Porque, porque, una vez, surgió una discusión... no sé cómo llegamos a eso, pero... nos llevaba al colegio la madre de mis vecinos, y mis vecinos empezaron a decir que el pantalón del portero suplente era marrón, y yo decía que era naranja, ¿no? Y la madre de mis vecinos se preocupó y llegó a decirle a mi madre que ojo, no fuera yo daltónico porque no veía bien los... los colores de... de los pantalones... o sea, ellos estaban convencidísimos de que eran marrones y yo... apostaría a que eran de color naranja, pero bueno... Toni Padilla: ¿Te pegaste con niños por los pantalones del portero suplente? Àxel Torres: No, no... Toni Padilla: Que era ése que jugaba... ¿Alan? ¿Se podía llamar Alan? Raúl Fuentes: ¡Es verdad! Àxel Torres: ¡Jugó más que Benji! ¡Jugó más que Benji! O sea, Oliver y Benji es una mentira realmente el título, porque Benji está siempre lesionado, o sea, siempre jugaba el otro... Raúl Fuentes: Alan, es verdad... que no era tan bueno como Benji, pero bueno... Toni Padilla: Siempre metían goles pero siempre tenía algún momento de gloria, porque si no al chaval lo matas... Raúl Fuentes: Bruce Harper... Toni Padilla: ¡Bruce Harper, qué mito! Àxel Torres: ¿Por qué a todo el mundo le gustaba Bruce Harper? Toni Padilla: Bueh, Bruce Harper se quería ir a la cama con Patty, la animadora que estaba loca por Oliver Aton... siempre tuve esa teoría... Àxel Torres: ¿Ah, sí? Toni Padilla: Sí, sí... Àxel Torres: ¿Y cómo acabó el asunto? Toni Padilla: Bueno, un asunto de infidelidad, bueno, una cosa muy fea, no lo vamos a comentar ahora que hay menores escuchando... Àxel Torres: Bien, ¡ataca el Norwich, Muerza!" MI del 21 de enero de 2012 | Debate surgido tras una pausa publicitaria sobre Oliver y Benji                                                                                          |
| "Àxel Torres: Tres y cincuenta y dos de la tarde, me voy a İstanbul, hola Raúl Fuentes, ¿qué tal?, muy buenas. Raúl Fuentes: Hombre, Àxel, ¿cómo estás?, buenas tardes. Àxel Torres: Porque esto se llama /Istánbul/, ¿no? Fuimos a cenar a un restaurante turco y nos dijeron /Istánbul/. Raúl Fuentes: İstanbul. Eh... fíjate que aquí nadie le llama o dice /Istánbul/ pero yo sigo erre que erre y en mis trece, ¿eh? Àxel Torres: Ah, ¿cómo le llaman? Raúl Fuentes: Bueno pues Estambul... Àxel Torres: ¿Quién? ¿quién? Raúl Fuentes: .../Istanbúl/ Àxel Torres: Pero, ¿quién? Raúl Fuentes: La gente de aquí, la gente de... de... de la calle, digamos. Àxel Torres: Ah, ¿la gente turca? Raúl Fuentes: Sí, sí, sí, sí, sí... Albert Fernández: Raúl confía más en una persona de un restaurante que en toda la población de un país. Àxel Torres¡La gente turca no dice /Istánbul/! Raúl Fuentes: No, no, no, pero... a mí me ha sorprendido. Tampoco... Toni Padilla: O sea, has tomado... os tomaron el pelo en el restaurante. Àxel Torres: Pero, ¿qué dice la gente tur...? Pero, igual es porque lo dicen en inglés... Raúl Fuentes: A lo mejor sí, o que yo no... no, no paro bien a... atención vamos, que /Istánbul/ sólo se... lo he oído en aquel restaurante turco de Barcelona. Àxel Torres: Pero tú tienes que preguntar... Toni Padilla (risas): Habla un turco que está en la ciudad... oye Raúl, hacemos una cosa... Àxel Torres: Tú tienes que preguntar: how do you pronounce 'Istanbul' in Turkish? Toni Padilla: O sea, a ver, a ver, vamos... te vas a ir... Àxel Torres: Ahora mismo, de hecho... Toni Padilla: No, no; no, no, ahora mismo no, te vas a Beyoğlu, de noche, buscas la turca más guapa, la odalisca que mueva su cintura, sus caderas a un ritmo de la música que te deja absolutamente tarumba y luego dices: 'uno, me quiero casar contigo; dos, ayúdame porque tengo que hacer un trabajo de campo para Marcador Internacional' y que nos pronuncie esta chica 'İstanbul', 'Beşiktaş', 'Galatasaray', 'Fenerbahçe', 'İstanbul Büyükşehir' y así, salimos de dudas, y a ver si de paso te consigues... arrimarte un poquito. Àxel Torres: No, no, no, vamos a hacerlo ahora, ¿tienes a algún turco cerca ahora mismo? Toni Padilla: ¿Y a una turca? Raúl Fuentes: No, no... estoy en el... estoy en el pabellón... Toni Padilla: Que no hay turcos. Raúl Fuentes: Y ahora... de momento no hay... Àxel Torres: ¿Que no hay turcos? Toni Padilla: Una voluntaria... Àxel Torres: No me creo que no haya turcos en el pabellón. Raúl Fuentes: Pero... pero a ver, ¿qué le tengo que preguntar? Toni Padilla: ¡Pues cómo se pronuncia! Àxel Torres: A ver, tú busca un turco y pronúnciale... pregúntale... Toni Padilla: Àxel, ¡una turca! Àxel Torres: Bah, me da igual si es turco o si es turca... Toni Padilla (entre risas): A Raúl no. Àxel Torres: Una persona de nacionalidad turca, o sea, si es hombre, si es mujer, qué importa, ¿no? Para este tema, ah... tienes que buscar a alguien que... que te... Raúl Fuentes: Ajam... Àxel Torres: Y le preguntas: how do you pronounce Istanbul... Raúl Fuentes: Sí, "how do you pronounce Istanbul... Àxel Torres: In Turkish! Toni Padilla: In Turkish!, not English. Raúl Fuentes: ¡Yaw! Es verdad, es verdad, in Turkish, in Turkish... Istanbul, ¿no? Vale, pues voy, voy... voy buscando a alguien pero mientras podemos hablar de otra cosa, ¿no? Àxel Torres: Bueno... pero ah... pero queremos que lo encuentres pronto a la persona turca... Toni Padilla: Tienes a un tío en Estambul y no encuentra a un turco. Raúl Fuentes: Mira, vamos a ver, vamos a... a preguntarle a... one moment, excuse me, in 'direct' for Radio Marca, how do you 'prunums' in Turkish Istanbul? Istanbul, Turkish!... How do you 'prunun' in Turkey Istanbul? Steward: /Istánbul/ Raúl Fuentes: Thank you. Àxel Torres: ¡Ha dicho /Istánbul/! Toni Padilla: /Istánbul/. Raúl Fuentes: Pues mira, /Istánbul/... thank you, very much. Àxel Torres: Ha dicho /Istánbul/. Raúl Fuentes: Pues, efectivamente, sólo sabe decir /Istánbul/. Àxel Torres: Pero le podrías haber acercado un poquito más el teléfono, se ha oído muy poquito ¿eh? Raúl Fuentes: De verdad, no, no, es que hablaba muy flojo, Àxel, yo ya... Àxel Torres: No habéis conectado, no habéis conectado mucho ¿eh? Raúl Fuentes: No, no, no, no, no, además te puedo decir que es uno de los stweards que hay aquí en el pabellón, en el Sinan Erdem Arena por cierto, que es donde se disputa la Euroliga, la Final Four, creo que en esta conexión todavía no lo habíamos dicho, y me ha mirado con cara de decir este loco qué hace y qué dice... Así que he estado un poquito acongojado, por decirlo finamente. Àxel Torres: Pero, ¿no hay una cafetería ahí en el pabellón? Raúl Fuentes: Nada, nada, es que estoy fuera, estoy ahora mismo fuera, y estoy... Àxel Torres: Ah, pues si estás fuera, hay mucha gente por la calle. Raúl Fuentes: No, pero o sea, estoy fuera de lo que sería el pabellón, estoy dentro de la instalación... Àxel Torres: Sí... Raúl Fuentes: ...pero fuera de, de lo que es el pabellón y el Sinan Erdem Arena está en un lugar de la ciudad donde no hay absolutamente nada... o sea, está en la nada. Àxel Torres: Y... ¿no hay un periodista turco que hable inglés, mejor? Raúl Fuentes: Eh... pues... eh... no sé, ahora mismo aquí sólo está el steward y estoy yo. Toni Padilla: Está en una zona horrible camino del aeropuerto... Àxel Torres: O sea, sólo... Toni Padilla: Cuando vas hacia el aeropuerto pasas al lado del pabellón y hay ahí una zona abandonada... Raúl Fuentes: ¡Correcto! Àxel Torres: ¿Las únicas personas...? O sea, ¿las únicas personas que hay en 100 metros, no en 100 metros... en un kilómetro a la redonda sois tú y el steward? Raúl Fuentes: Sí. Sí, porque además, también estoy aquí como enjaulado, hay vallas por todos sitios y no puedo tampoco acceder a lo que sería la parte anterior o posterior de la valla. (Risas) Albert Fernández (entre risas): Está enjaulado con un steward turco, ¿¡qué le están haciendo, Dios!? Àxel Torres: Es dramática la escena ¿eh? Toni Padilla: Me estoy imaginando eh... me estoy imaginando cosas que no podemos reproducir en estos momentos... buah, la jaula, Raúl Fuentes y el turco... Àxel Torres: Mi pregunta, mi pregunta es ¿qué haces aquí? O sea, ¿qué estás...? ¿por qué estás aquí? Raúl Fuentes: Eh, en... en... ¿fuera del pabellón? ¿O en İstanbul? Àxel Torres: No, no, en ese lugar concreto. Toni Padilla: ¡En la jaula! Àxel Torres: No, no, en este lugar concreto, es decir, si todavía no hay baloncesto, ¿por qué estás aquí? Además, debe hacer un calor insoportable en İstanbul a esta hora, es decir... Raúl Fuentes: Sí, no... Àxel Torres: ¿Por qué no estás...? ¿Por qué no estás dentro? Raúl Fuentes: No, pues porque, precisamente porque la gente está trabajando, vale, y me he venido aquí fuera pues para dialogar, para no molestar a los periodistas o a la gente que está trabajando en el... en el pabellón; es un sitio muy silencioso, digamos, y he pensado: calla, que con... que con esta voz que tengo a lo mejor si chillo un poquito más, a lo mejor me llaman la atención, así que... Àxel Torres: Pero, ¿no hay nadie...? ¿No hay nadie fuera haciendo conexiones por radio en el pabellón? Raúl Fuentes: No, no, no, no, está todo el mundo pues... uhmm... Àxel Torres: ¡Es una biblioteca, el pabellón! Raúl Fuentes: ...haciendo crónicas por... por ordenador, enviando imágenes y he preferido pues eso... salirme aquí fuera... Àxel Torres: Es que allí, dentro del pabellón, hay muchos que te podrían pronunciar /Istánbul/ mejor... Raúl Fuentes: ¡Bueno! Pero, pero... es que... ¿se ha oído más o menos bien, no? Àxel Torres: No, no, realmente ha sido... bastante fracaso la operación... Toni Padilla: Yo quiero una turca... Raúl Fuentes: Vale, vale... bueno, pues... Àxel Torres: O sea, ¿a vosotros os ha quedado claro cómo se pronuncia İstanbul o no, Albert Fernández? Albert Fernández: A mí me ha quedado claro que el programa es in direct, entonces, al ser in direct... sí, ha dicho /Istánbul/, /Istánbul/... (Risas) Toni Padilla: A mí me ha gustado. Ha quedado muy bien el nivel de inglés de Raúl Fuentes... in Turquei... incluso me ha recordado a Carlos Salvador Bilardo cuando intentaba hablar en inglés en el Mundial de Alemania... Raúl Fuentes: Bueno es que... ahm... aquí pasa una cosa... Toni Padilla: Uy, pasan muchas... Raúl Fuentes: Que... las personas de nacionalidad turca, a mí, al menos me lo he encontrado desde que llegué el pasado jueves, te saben hablar muy poco inglés. O sea, o... o... o es turco o no le hables... Albert Fernández: Qué vergüenza, ¿eh, Raúl? Raúl Fuentes: Entonces... Àxel Torres: ¿Has aprendido a...? ¿Has aprendido algo de turco o no? Raúl Fuentes: Nada, pero... pero vamos, nada, o sea, ni me he interesado, tampoco... Àxel Torres: No, es... esto es muy poco... o sea, uno cuando va a un sitio, se interesa mínimamente por conocer al menos algunas expresiones. Raúl Fuentes: Mira, me encontré ayer [...] a un chico que es kurdo, ¿vale? Y hablé con él en catalán y en español, en castellano, vamos, porque dominaba hasta 8 ó 9 idiomas me dijo, o sea que imagínate si me sorprendió, gratamente, que... sí, dime... Àxel Torres: ¿Por qué? ¿Por qué? ¿O sea por qué conocía tantos idiomas? Toni Padilla: Para vender. Raúl Fuentes: Pues, no, no, no, nunca... el chico me dijo que nunca había salido de lo que es el país, de Turquía, pero que trabaja con... al lado del Gran Bazar en una tienda con dos chicas que son de Barcelona y, a partir de ahí, bueno, pues le enseñaron catalán, le enseñaron castellano, es un chico que tiene, y muchas, inquietudes por saber idiomas y me dijo que controlaba hasta 8 ó 9 idiomas y que eso también era un poco también para la captación del turista, que claro, un italiano, un español, un francés... si la persona que te está vendiendo el producto sabe tu idioma, el idioma del turista, pues es más fácil conectar y por eso también un poco con visión de marketing lo hacía el chico. Toni Padilla: ¿Te vendió algo? Àxel Torres: Oye, ¿por qué no hablamos con este chico? Raúl Fuentes: Buah, pues porque vete tú a saber dónde estará... Àxel Torres: ¿No te quedaste con su número? O sea, a una persona así tienes que quedarte con su número, no... o sea, nos sirve para mucho una persona para Marcador Internacional, una persona así... Raúl Fuentes: Mira, tengo aquí..., mira, aquí, en el bolsillo de detrás del pantalón eh... me quedé con la tarjetita de la tienda, ¿vale? Y pone 'Españoles en Turquía: artesanía turca', y luego ya la dirección... Àxel Torres: Y, ¿el número de teléfono también o no? Raúl Fuentes: Y el número de teléfono... ah, pues sí mira, hay dos teléfonos, es verdad... pero no te lo voy a decir ahora en antena el teléfono... Àxel Torres: No, se lo das a Blai luego pero, llamamos, por supuesto, podemos hacer una cosa, podemos, podemos llamar a la tienda y con Raúl Fuentes pinchado también, que sea él el que hable con la tienda, ya que conoce al chico, podrías hablar con la tienda, ¿te parece bien o no? Raúl Fuentes: Ah, sí, hombre, como... como queráis. A mí... a mí me da igual. Àxel Torres: A mí me parece lo más interesante... Pues, dale ahora el número a Blai Iniesta mientras Albert Fernández me actualiza la clasificación del Futbolista Anónimo a esta hora. [...] Àxel Torres: ¿Te ha conmovido la historia de Raúl Fuentes, Toni Padilla? Toni Padilla: Me ha conmovido el hecho... bueno, ah... conmovido sí. En parte sí, porque las oportunidades que está perdiendo... las chicas turcas que están perdiendo la oportunidad de conocer a Raúl, y Raúl en una jaula, en una jaula sufriendo con un steward turco... pues... (Risas) Albert Fernández: En Twitter ha tenido bastante repercusión. A @MarcadorInt le están llegando bastantes menciones sobre el tema de Raúl... Toni Padilla: Maravillosas las mujeres turcas, guapísimas. Hay barrios en el... en la zona de... de Galatasaray, en la zona europea, cerca del Cuerno de Oro... maravillosas para salir de fiesta... unos ambientes geniales. Àxel Torres: Blai, Blai dale... deja en antena, deja en antena... Àxel Torres: Raúl... Raúl Fuentes: ¡Sí! Àxel Torres: Cuando descuelguen el teléfono, habla con la tienda, venga... Raúl Fuentes: Ya, pero no... que, que... (Tonos) Àxel Torres: Está, está sonando ya, venga... Raúl Fuentes: Vale... Toni Padilla: Y si ves una turca nos la pones al teléfono. (Tonos) Raúl Fuentes: No coge nadie, eh... (Tonos) Àxel Torres: Estarán vendiendo... (Contestador en turco) Àxel Torres: ¿Qué, qué pasa? A las cuatro y cuatro no atienden en el Gran Bazar o... ¿a qué hora abren el Gran Bazar? Raúl Fuentes: Eh, pues... no, no, no... o sea, no es el Gran Bazar, Gran Bazar, es de una calle adyacente a lo que sería el Gran Bazar, pero es que a lo mejor, sábado tarde tienen cerrado, o también otra posibilidad, que es lo que os iba a contar: aquí, durante todo el día, se vive única y exclusivamente para y por el Fenerbahçe–Galatasaray que se va a disputar... creo que es a las 6 de la tarde en, en... en España. Àxel Torres: Espera, espera, Raúl, que está Antón Meana en Valdebebas e imagino que tiene algo más interesante que contar... Toni Padilla: Quizá está en una jaula, también... Àxel Torres: Hola Antón. Antón Meana: Hola Àxel, quizá no más interesante pero sí más importante, hay sorpresa en Valdebebas, hay rueda de prensa de José Mourinho y todo su cuerpo técnico. Àxel Torres: ¿Ahora mismo? Antón Meana: ...Rui Faria, José Morais... escuchamos a Mourinho." MI del 12 de mayo de 2012 | Debate con prueba de trabajo de campo sobre la pronunciación correcta de İstanbul aprovechando el viaje de Raúl Fuentes a la Final Four de la Euroliga   |

## Podcasts
Desde la página web oficial de Radio Marca Barcelona se pueden descargar la mayoría de los programas de Marcador Internacional. Aparecen subidos en partes de hora en hora, y están disponibles durante el mes en el que se emite el programa.